# کرایسلر
کرایسلر (به انگلیسی: Chrysler) یا استلانتیس آمریکای شمالی، یک شرکت خودروسازی است، که بازار عمده آن در ایالات متحده آمریکا و کانادا قرار دارد و مالک کنونی آن، شرکت استلانتیس می‌باشد. گروه کرایسلر در سال ۲۰۱۲ در رتبه ۱۲ از بزرگترین خودروسازان جهان، قرار گرفت.
این شرکت در سال ۱۹۲۵ توسط والتر کرایسلر در دیترویت، میشیگان تأسیس شد و هم‌اکنون، علاوه بر خودروهای کرایسلر، تولیدکنندهٔ خودروهای پرطرفدار جیپ و داج نیز می‌باشد. شرکت کرایسلر، به‌عنوان یکی از سه خودروساز بزرگ، در ایالات متحده آمریکا محسوب می‌شود.

## تاریخچه

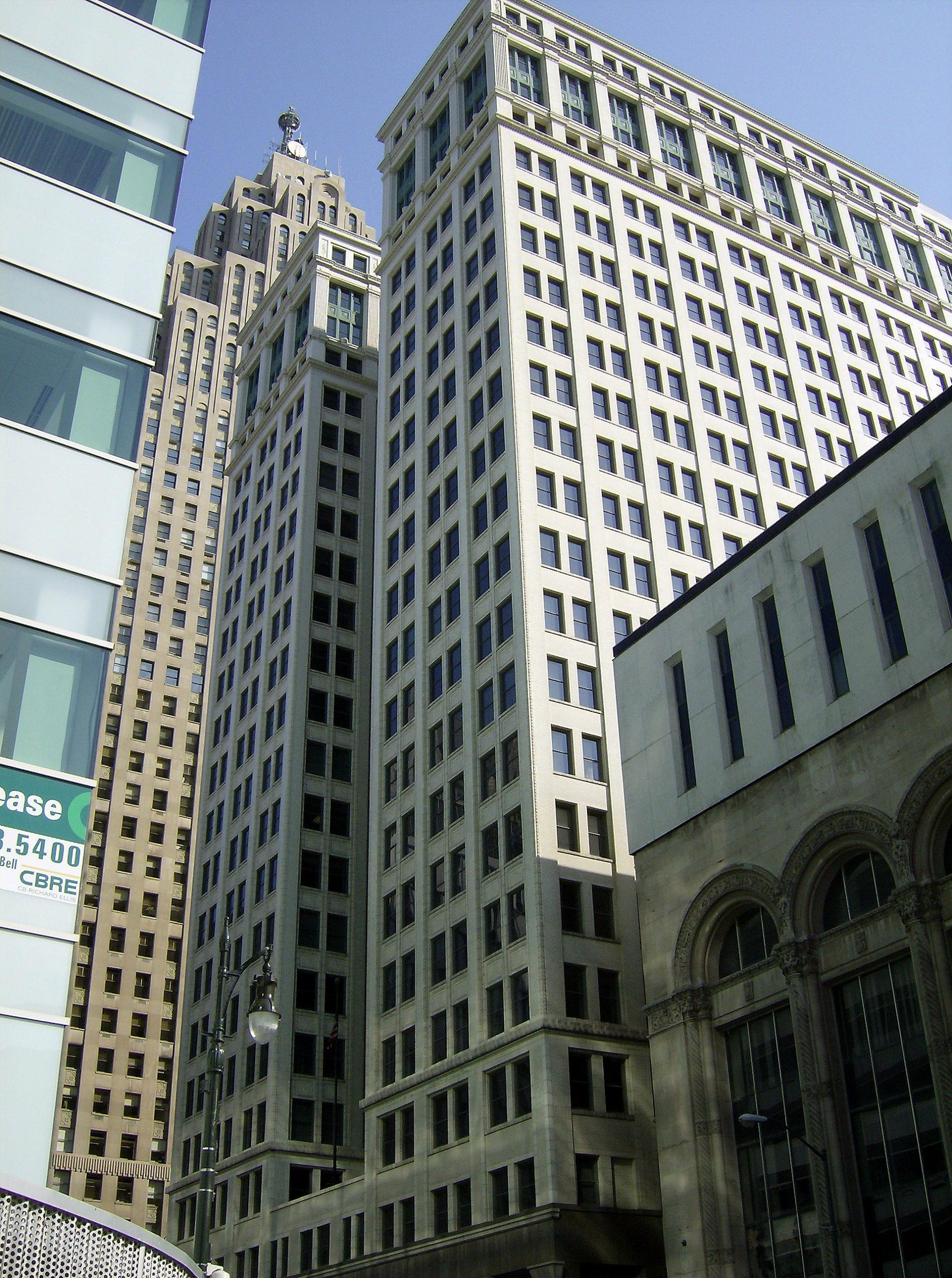
خانه کرایسلر، در دیترویت میشیگان

والتر کرایسلر مؤسس شرکت خودروسازی کرایسلر، در جوانی تجاربی در زمینه ترابری ریلی و راه‌آهن آموخت و چندین سال در ایالت‌های غربی، برای راه‌آهن‌های مختلف، به عنوان مکانیک واگن، کار کرد و مهارت ویژه‌ای در تنظیمات دریچه سوخت داشت.
دوران جدید زندگی والتر در سال ۱۹۱۱ و زمانی‌که با «جیمز استورا» مدیر بانک آلکو و عضو هیئت رییسه جنرال موتورز آشنا شد، شروع گردید و او وارد عرصه صنعت خودروسازی شد. استورا از او خواست که پیشنهادهایی دربارهٔ تولیدات خودرویی ارائه کند. سپس ملاقاتی ترتیب داد، که والتر با چارلز نش، رئیس شرکت بیوک، که دنبال یک مدیر باهوش و قابل می‌گشت، دیدار کند.
همین ملاقات، زمینه‌ای برای ورود والتر کرایسلر، به صنعت خودروسازی فراهم کرد و او با استفاده از تجربیاتی که در راه‌آهن اندوخته بود، توانست روش‌های زیادی برای کاهش هزینه‌های شرکت بیوک به کار گیرد. پس از ادغام بیوک توسط جنرال موتورز نیز او در این شرکت باقی ماند و حقوق بسیار بالایی از ویلیام دورانت دریافت می‌کرد.
سپس در سال ۱۹۱۹ توسط شرکت ویلیس در اوهایو استخدام شد و مدت ۲ سال در آنجا به کار مشغول بود. پس از تلاش ناموفقی برای به دست آوردن این شرکت، والتر با خرید اکثر سهام شرکت مکس‌ول اتومبیل، آن را تحت کنترل خود گرفت.
والتر در ۵ ژوئن ۱۹۲۵ میلادی، پس از تغییر ساختار شرکت مکس‌ول اتومبیل، شرکت خودروسازی کرایسلر را تأسیس کرد. نخستین مدل کرایسلر با نام پلیموث ولیانت، در سال ۱۹۲۸ میلادی به بازار عرضه شد.
این خودرو ارزان قیمت، که ۴ سیلندر داشت، در زمره محبوب‌ترین خودروهای آن زمان جهان بود. خودروهای اولیه این شرکت، با عنوان خودروهای کلاس سی، به بازار عرضه شده بودند؛ اما پس از محبوب شدن این تولیدات در میان مصرف‌کنندگان جهان، به تدریج نام برندها به عنوان شناسنامه این شرکت، عنوان می‌شد.
شرکت کرایسلر در ابتدای کار خود، سه کلاس خودرو به بازار عرضه کرد، که در کلاس اول خودروهای ارزان قیمت قرار داشتند و در کلاس‌های بعدی خودروی با قیمت متوسط و سپس خودروهای گران قیمت بودند.
کرایسلر موفق شد، در سال‌های اولیه دهه ۱۹۶۰ میلادی وارد بازار اروپا شود. این شرکت تولیدات کلاس ارزان قیمت خود را، برای بازار اروپا استفاده نکرد و کلاس قیمت متوسط را وارد این بازار نمود. به هر حال، فناوری تولید خودرو در این شرکت بهبود پیدا کرد و با خرید برند جیپ به محبوبیت این شرکت اضافه شد.
در سال ۱۹۸۷ کرایسلر شرکت جیپ را، با قیمت ۲ میلیارد دلار خریداری نمود و از آن پس، جیپ به عنوان یکی از برندهای شرکت کرایسلر، تولید و ارائه می‌شود.
جیپ‌های تولید کرایسلر، تقریباً در همه کشورهای جهان دیده می‌شد و به دلیل قدرت بالای آن در شرایط متفاوتی از آن‌ها استفاده می‌گردید.
در سال ۱۹۹۸ شرکت کرایسلر با شرکت آلمانی دایملر-بنز ادغام شد و شرکت جدید، دایملرکرایسلر نام گرفت. در پی خریداری شرکت کرایسلر در سال ۲۰۰۷ توسط شرکت مدیریت سرمایه سربروس، نام شرکت به کرایسلر ال‌ال‌سی تغییر پیدا کرد.
در سال ۲۰۰۹ در پی ورشکستگی شرکت کرایسلر برای مدتی منحل شد. سپس در تاریخ ۱۰ ژوئن ۲۰۰۹ شرکت ایتالیایی فیات، اکثریت سهام کرایسلر را خریداری کرد.
هم اکنون شرکت کرایسلر تحت مدیریت فیات، نه تنها در ایالات متحده، بلکه در کانادا و استرالیا نیز کارخانه تولیدی دارد. کارخانه‌های مونتاژ این شرکت نیز در بیشتر کشورهای صنعتی اروپایی دیده می‌شود، که دلیل آن استقبال زیاد از تولیدات این شرکت است.

## برندها
- کرایسلر
- داج
- رَم
- جیپ
- اس‌آرتی

## ادغام با دایملر
مهم‌ترین تحول در گروه خودروسازی کرایسلر را می‌توان ادغام این شرکت، با دایملر آگ دانست. این ادغام در سال ۱۹۹۸ میلادی انجام شد و در آغاز گفته می‌شد، که سهم آن دو شرکت، در سهام شرکت جدید دایملر-کرایسلر مساوی است؛ اما به تدریج مشخص شد، که سهم کرایسلر در این مشارکت، بسیار کم و سهم دایملر بسیار زیاد است.
این شرکت در فاصله سال‌های ۱۹۹۸ تا ۲۰۰۷ میلادی در مالکیت شرکت دایملر آلمان بود. در جریان این مشارکت، خودروهایی نیز به بازار عرضه شد، که از جمله مهم‌ترین آن‌ها می‌توان به خودرو مدل کرایسلر ۳۰۰ اشاره کرد.
این خودرو با فناوری شرکت دایملر یا شرکت مرسدس بنز ساخته شد و به دلیل قابلیت‌های متفاوت آن در مقایسه با دیگر تولیدات کرایسلر رکورد فروش این شرکت را شکست.

## تولید خودروهای هیبریدی

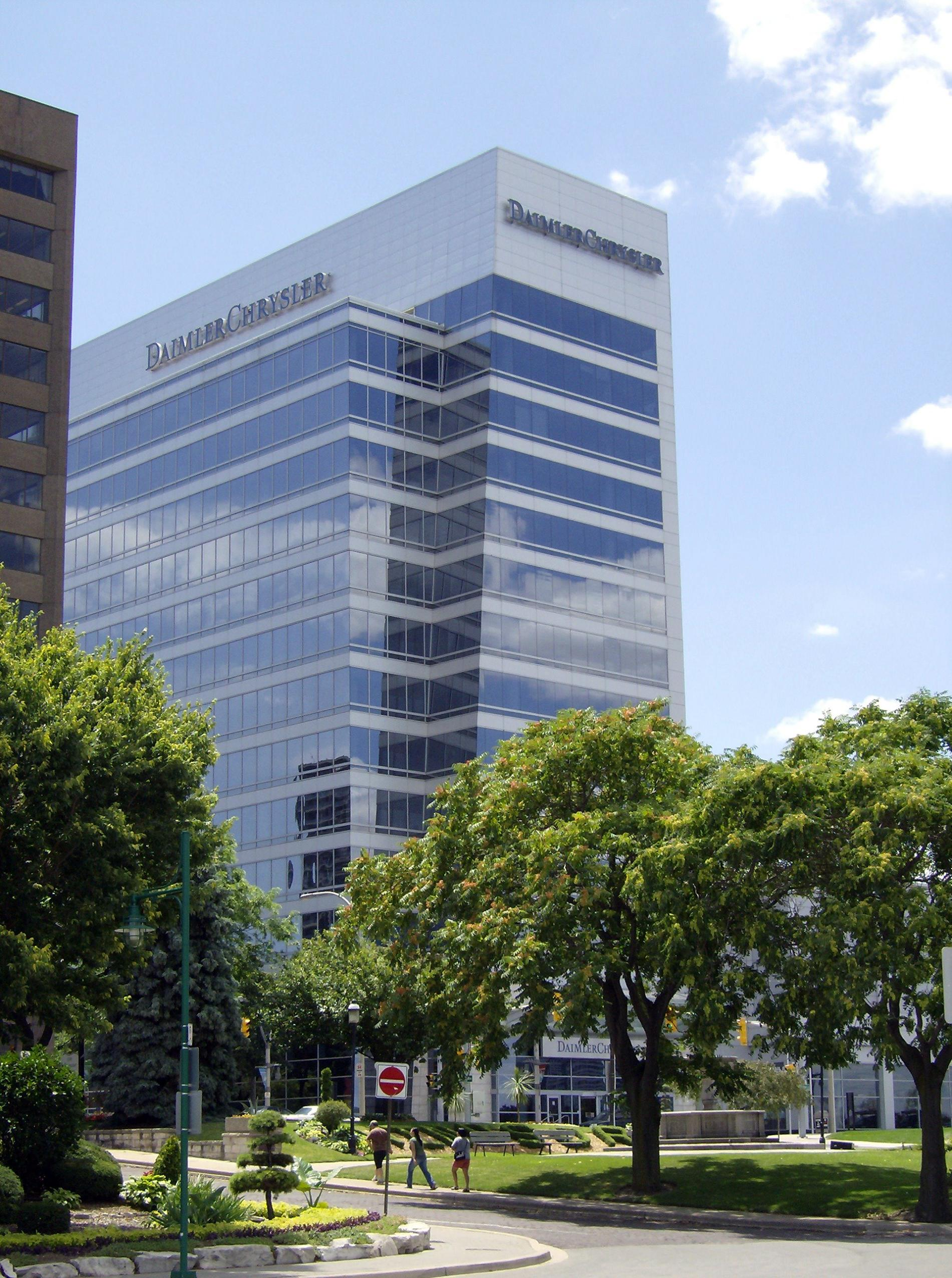
دایملر کرایسلر شعبه کانادا

پس از مطرح شدن مسئله تولید خودروهای الکتریکی، این شرکت نیز اقدام به سرمایه‌گذاری در تولید خودروهای الکتریکی کرد. از جمله مدل‌های هیبریدی و الکتریکی تولید شده از سوی کرایسلر در فاصله ۱۰ سال گذشته، می‌توان به خودرو دوج ای‌وی اشاره کرد.
این خودرو کاملاً الکتریکی بوده و در کلاس خودروهای اس‌یووی قرار گرفته‌است. این خودرو می‌تواند با سرعت بین ۱۵۰ تا ۲۰۰ مایل در ساعت حرکت کند.
یکی دیگر از خودروهای الکتریکی تولید شده به وسیله این شرکت خودروسازی ،کرایسلر ای‌وی می‌باشد، که می‌تواند با قدرت ذخیره شده در باتری خود، تا ۶۴ کیلومتر بدون وقفه، حرکت کند. جیپ نیز در سال ۲۰۰۸ اقدام به عرضه یک مدل خودرو هیبریدی کرد، که با عنوان جیپ ای‌وی به بازار عرضه شده‌است.

## ورشکستگی و مالکیت فیات
با ورشکستگی کرایسلر در سال ۲۰۰۹، این شرکت منحل و به خریداران متعددی تعلق یافت. کرایسلر (دوج و جیپ) تا پیش از سال ۲۰۰۹ تحت مالکیت مشترک شرکت ایتالیایی فیات (۲۰٪)، اتحادیه کارگران خودرو (۶۷٫۶۹٪)، دولت فدرال ایالات متحده آمریکا (۹٫۸۵٪) و دولت کانادا (۲٫۴۶٪) بود.
در تاریخ ۱۰ ژوئن ۲۰۰۹ شرکت فیات، اکثریت سهام گروه کرایسلر را خریداری کرد.

## آمار و ارقام
شرکت کرایسلر اکنون بیش از ۶۵ هزار کارمند در سراسر جهان داشته و دفتر مرکزی آن در دیترویت، میشیگان ایالات متحده آمریکا واقع شده‌است.
میزان درآمد این شرکت در سال ۲۰۱۲ معادل ۶۵٫۷۸ میلیارد دلار بوده و سود خالصی برابر ۱٫۶۶ میلیارد دلار را عاید کرایسلر نمود و از لحاظ تولید، دوازدهمین خودروساز بزرگ جهان، محسوب می‌شود.

## نگارخانه

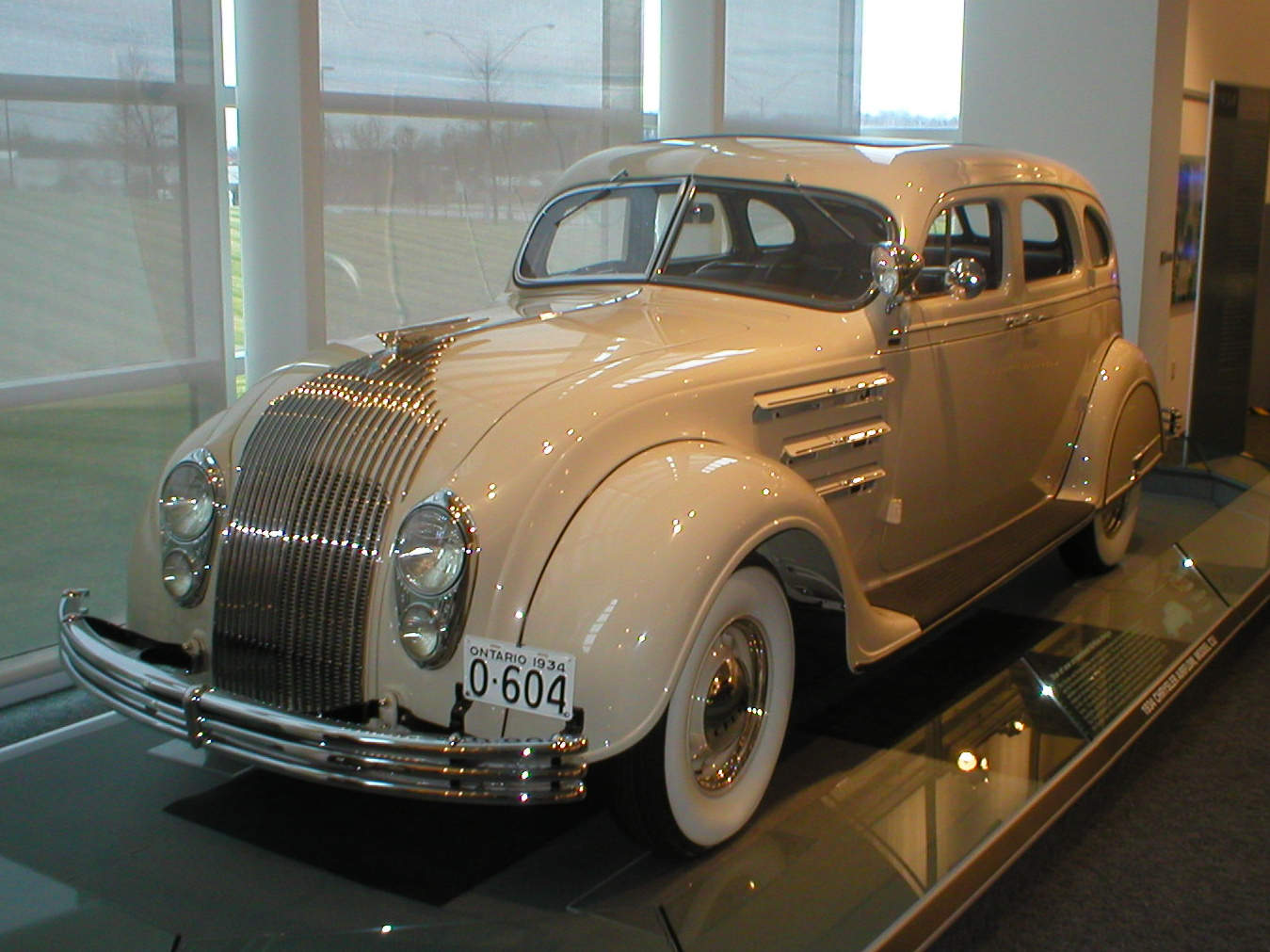
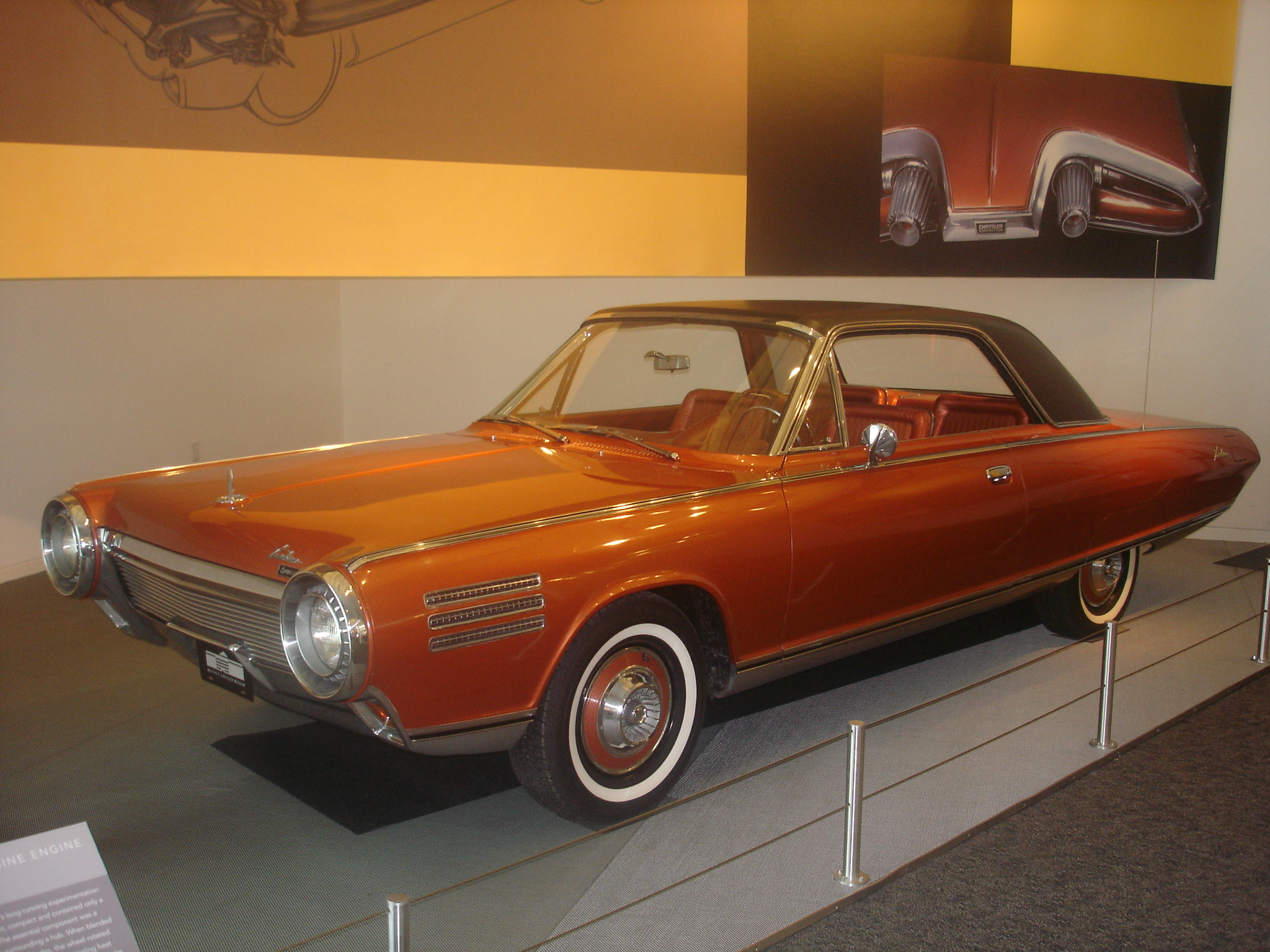
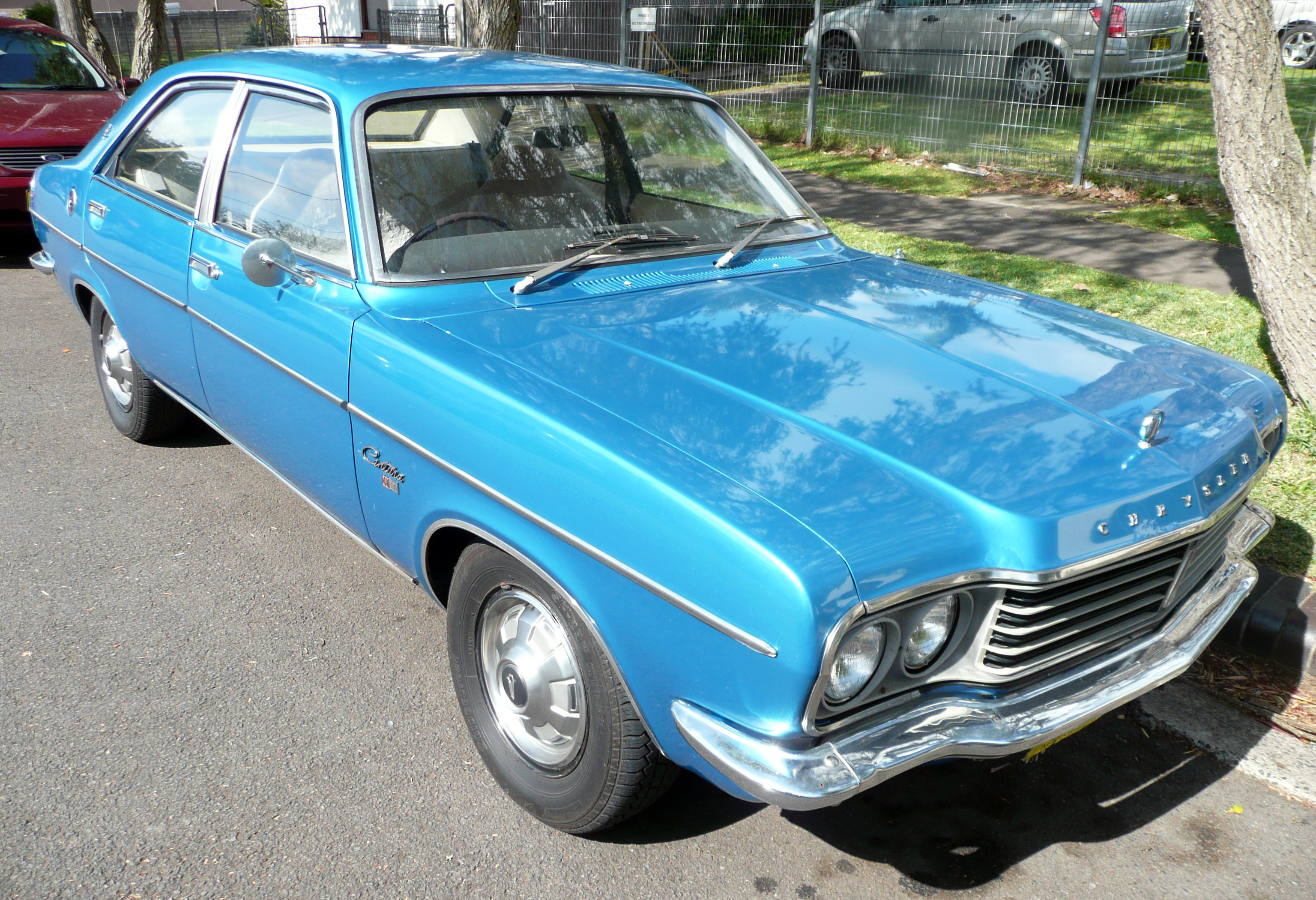
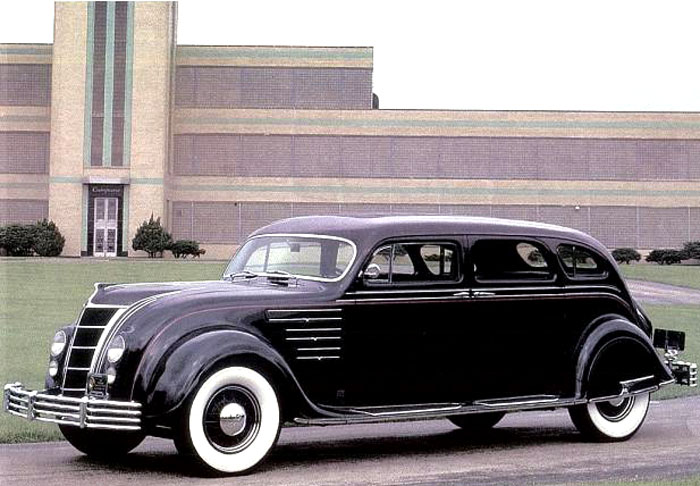
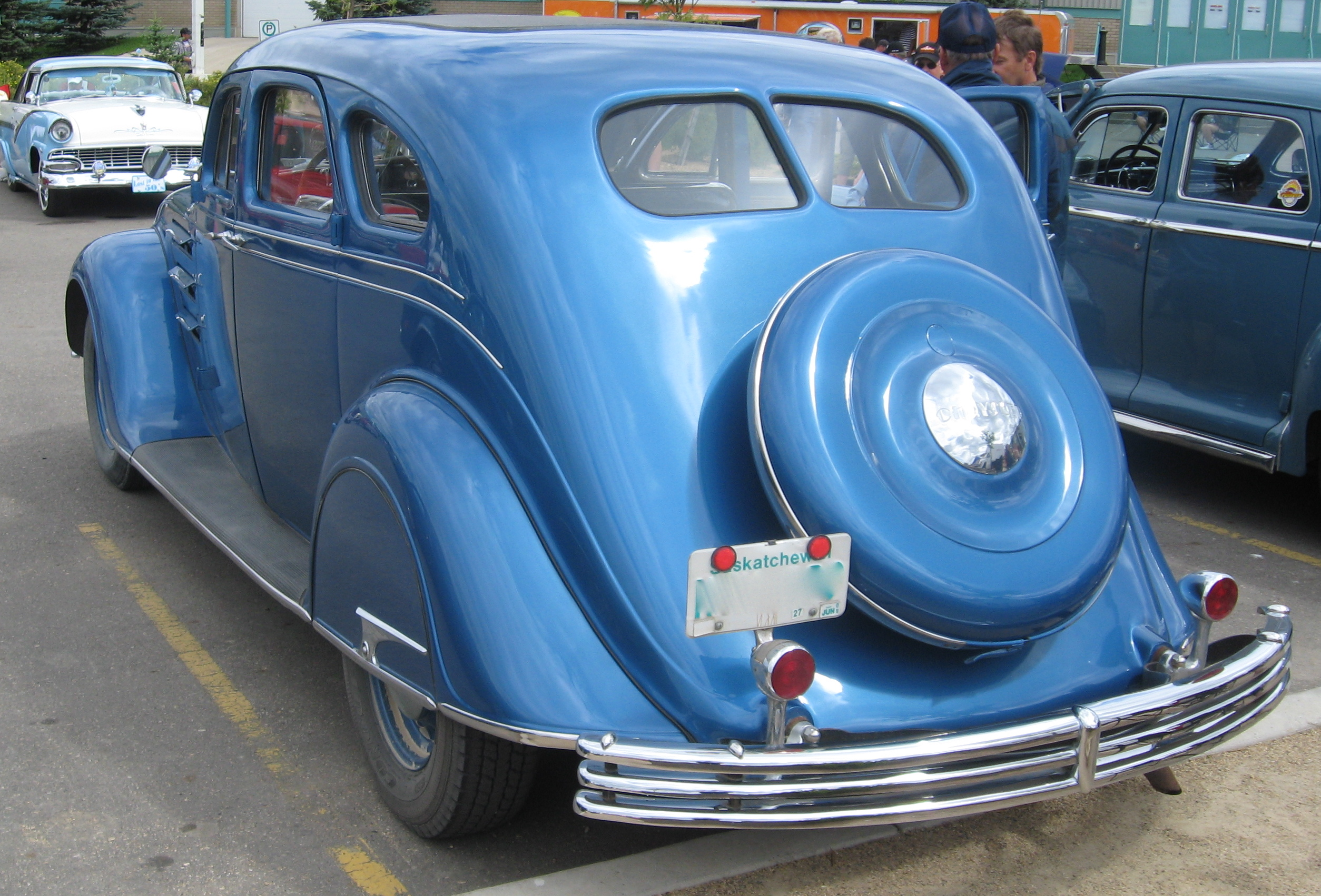
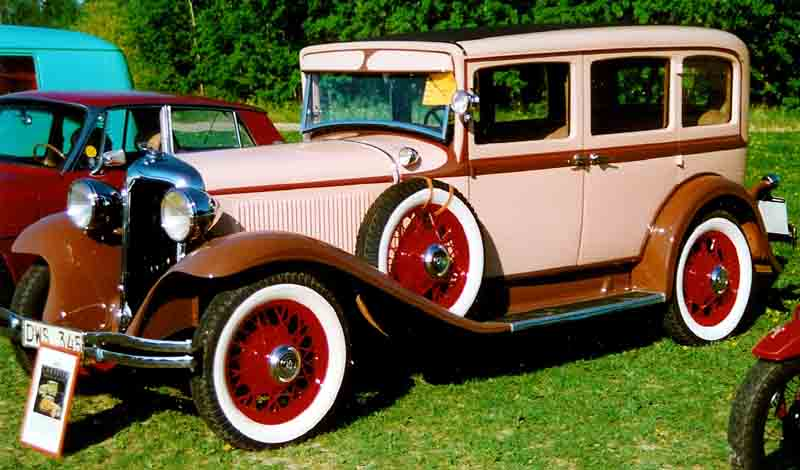
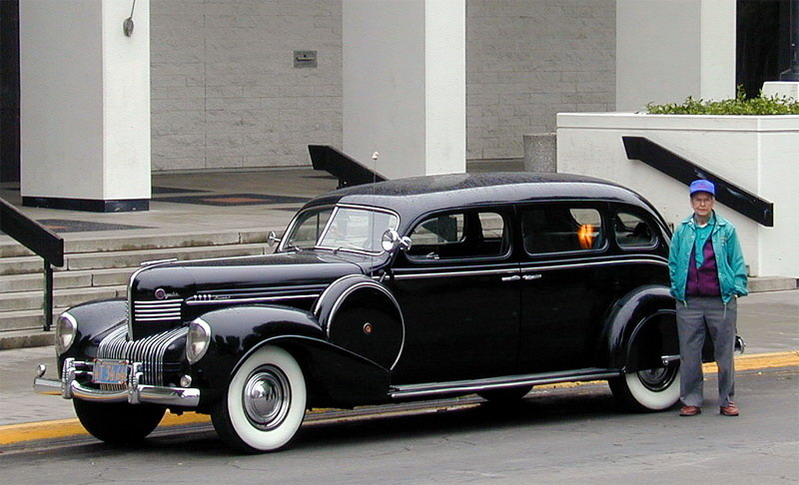
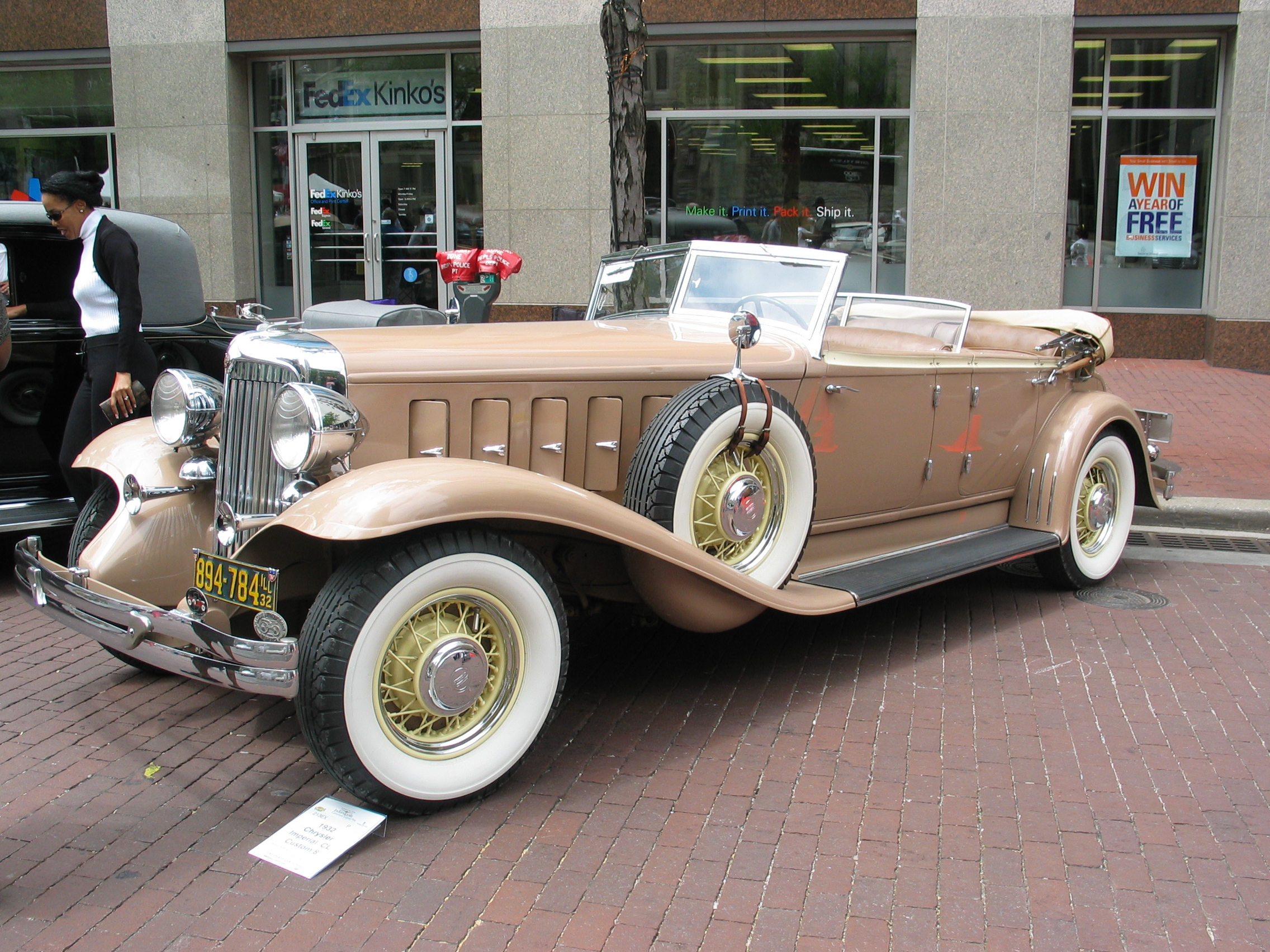
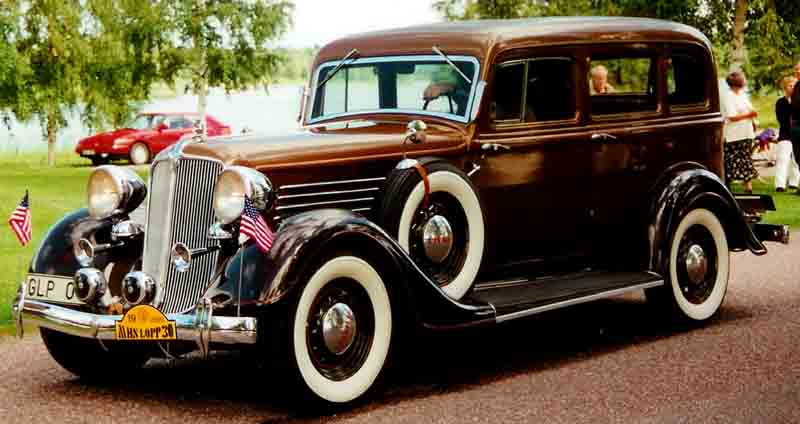
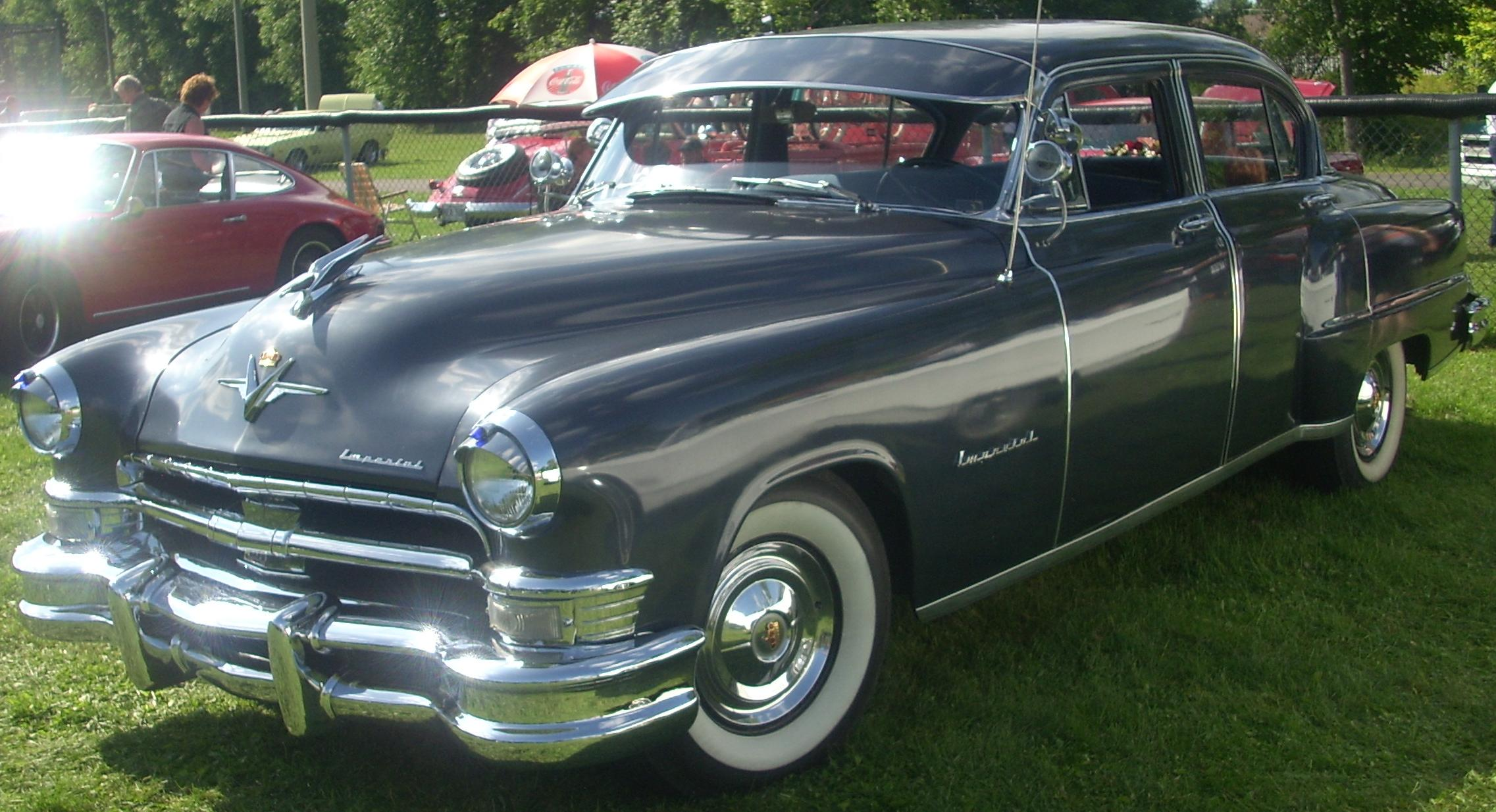
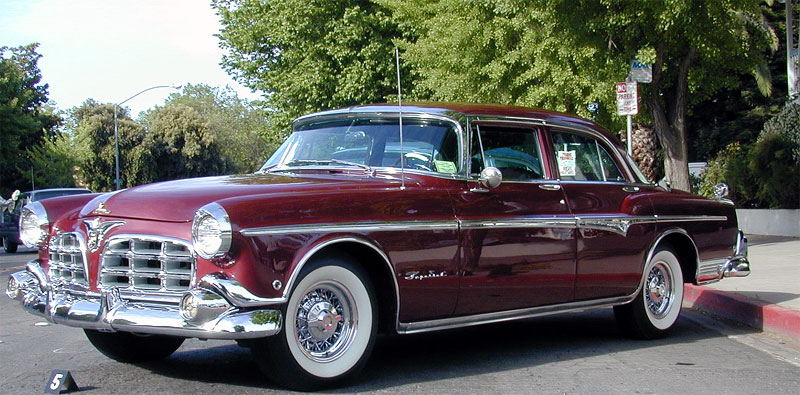
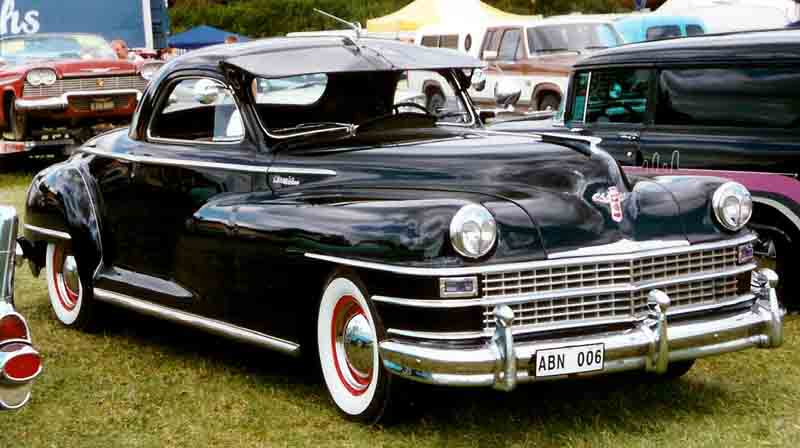
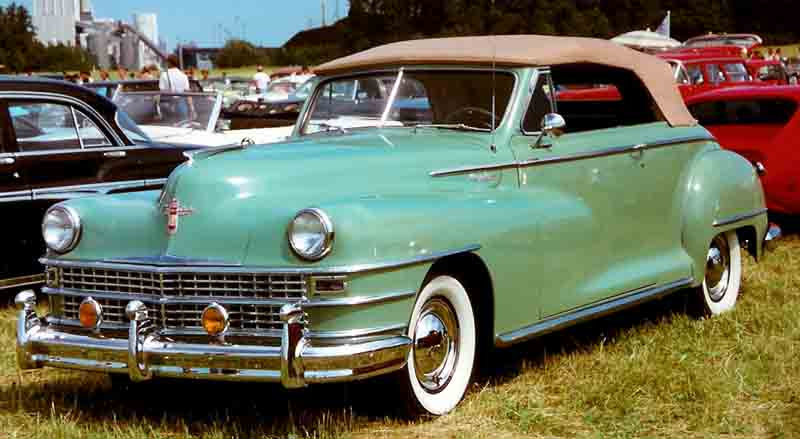
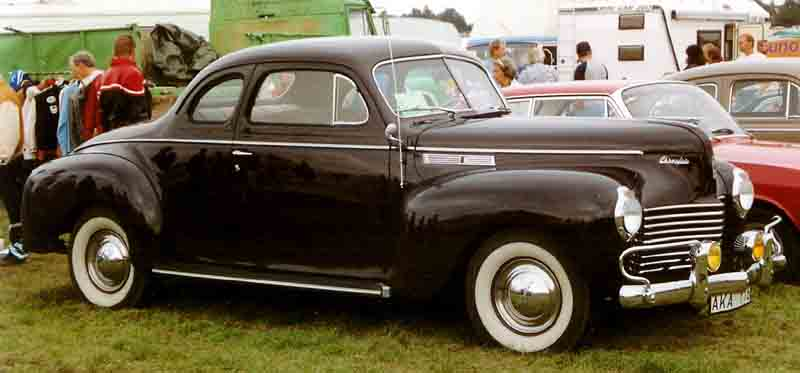
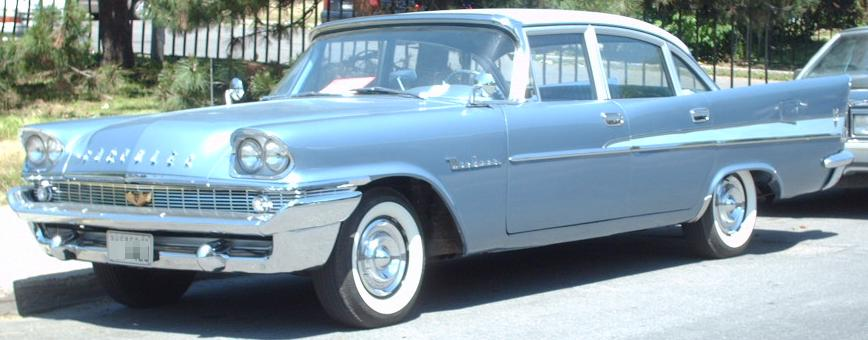
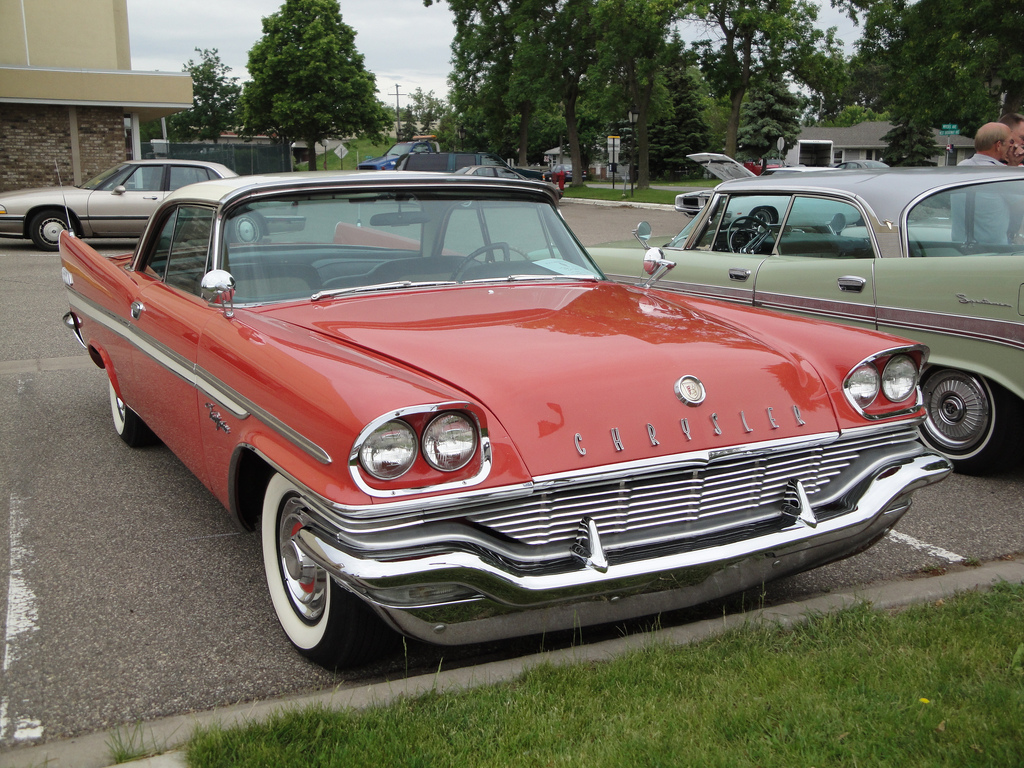
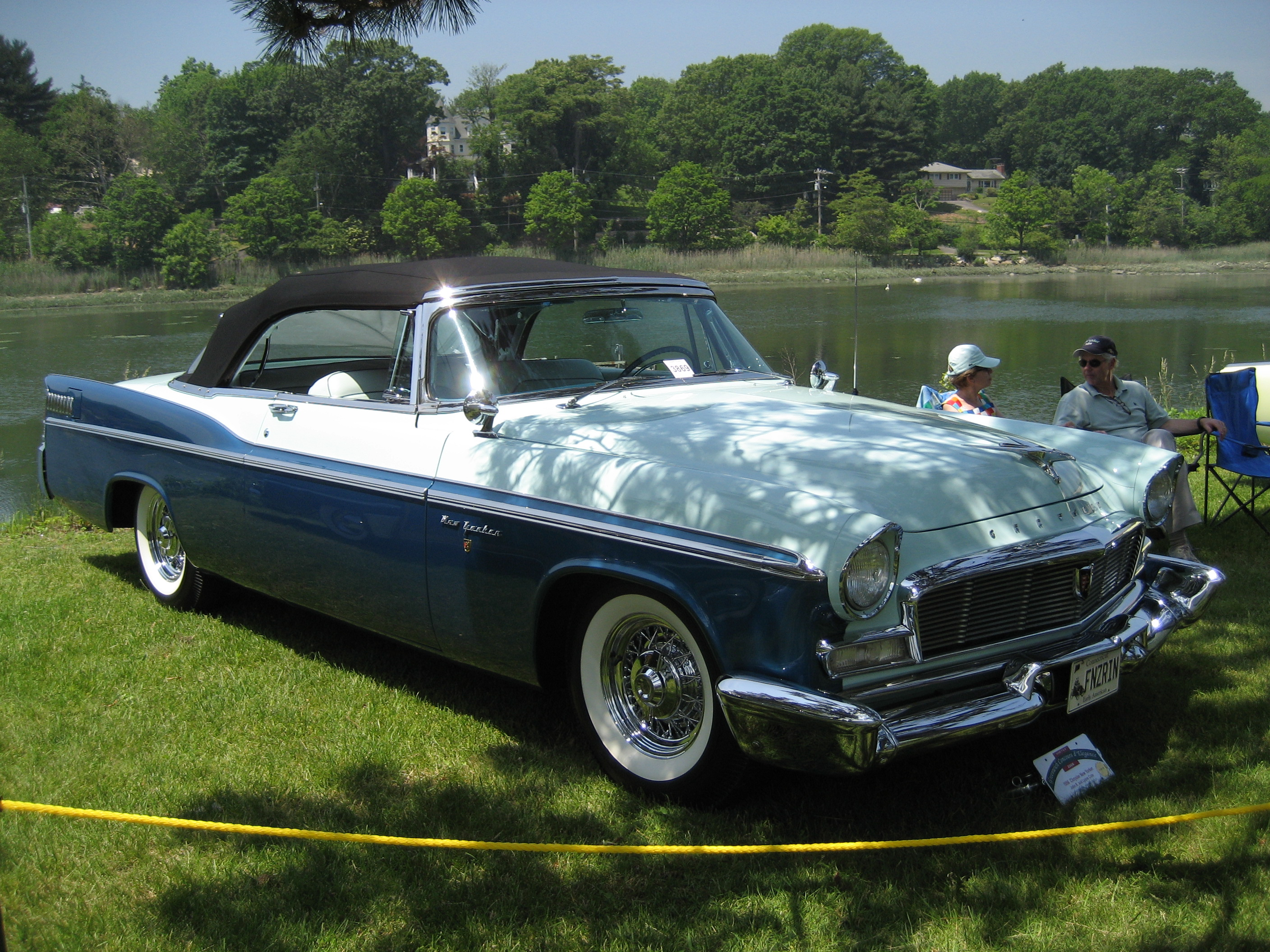
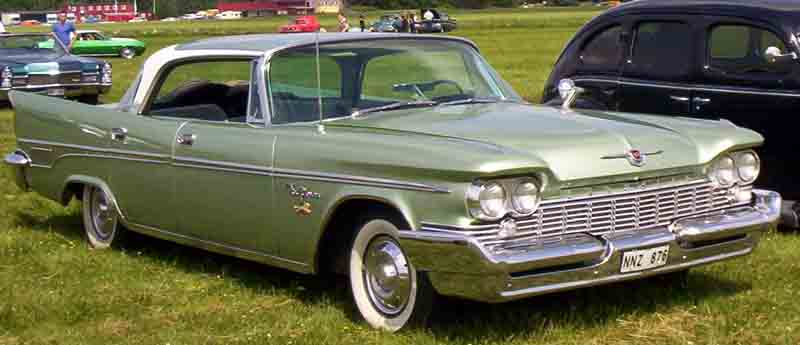
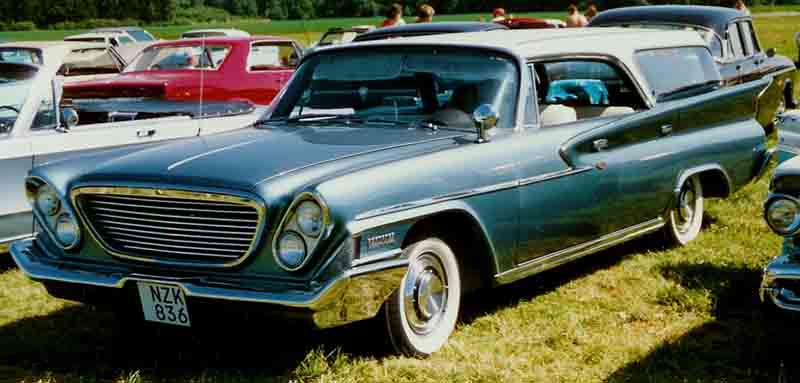
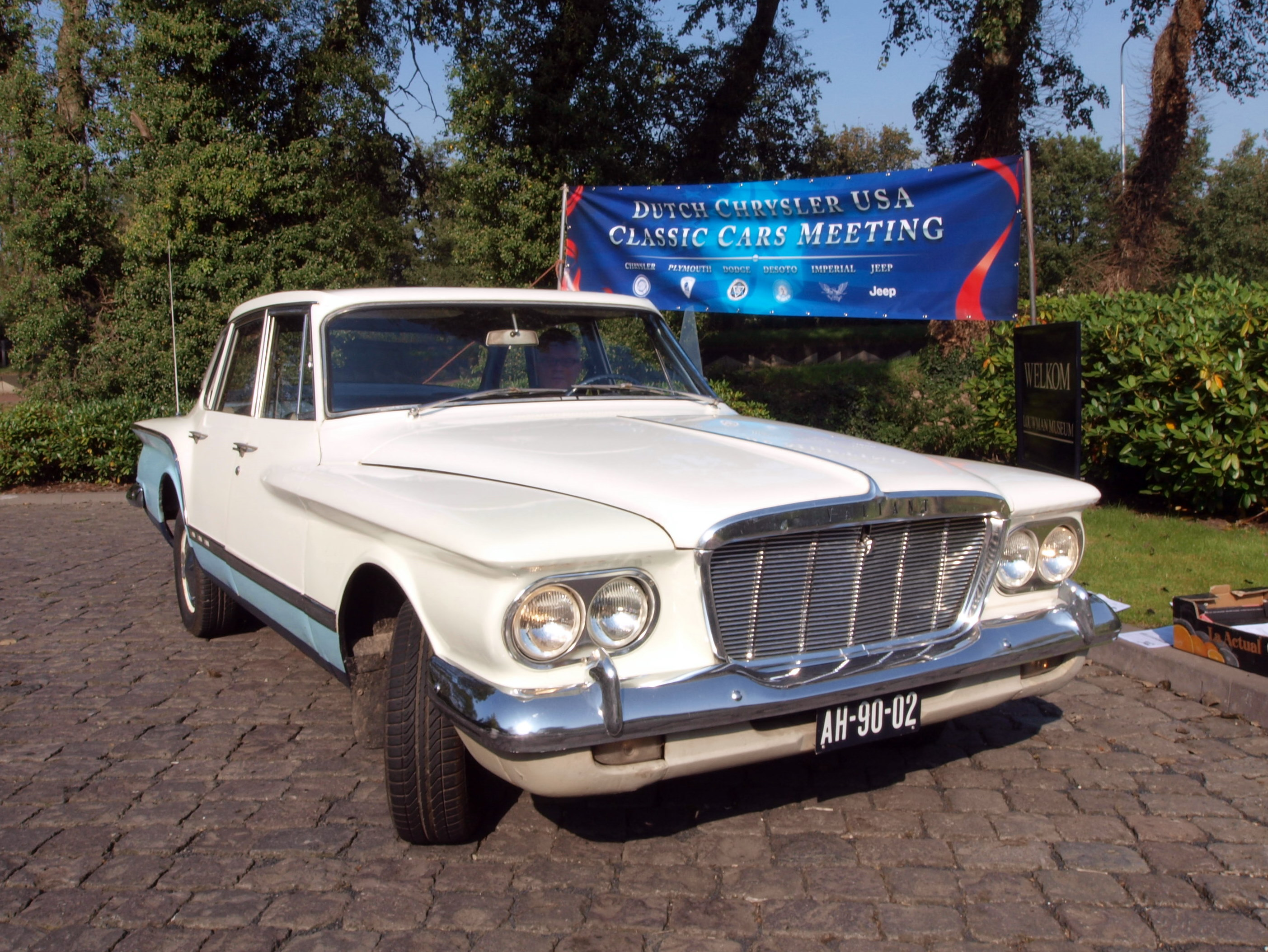
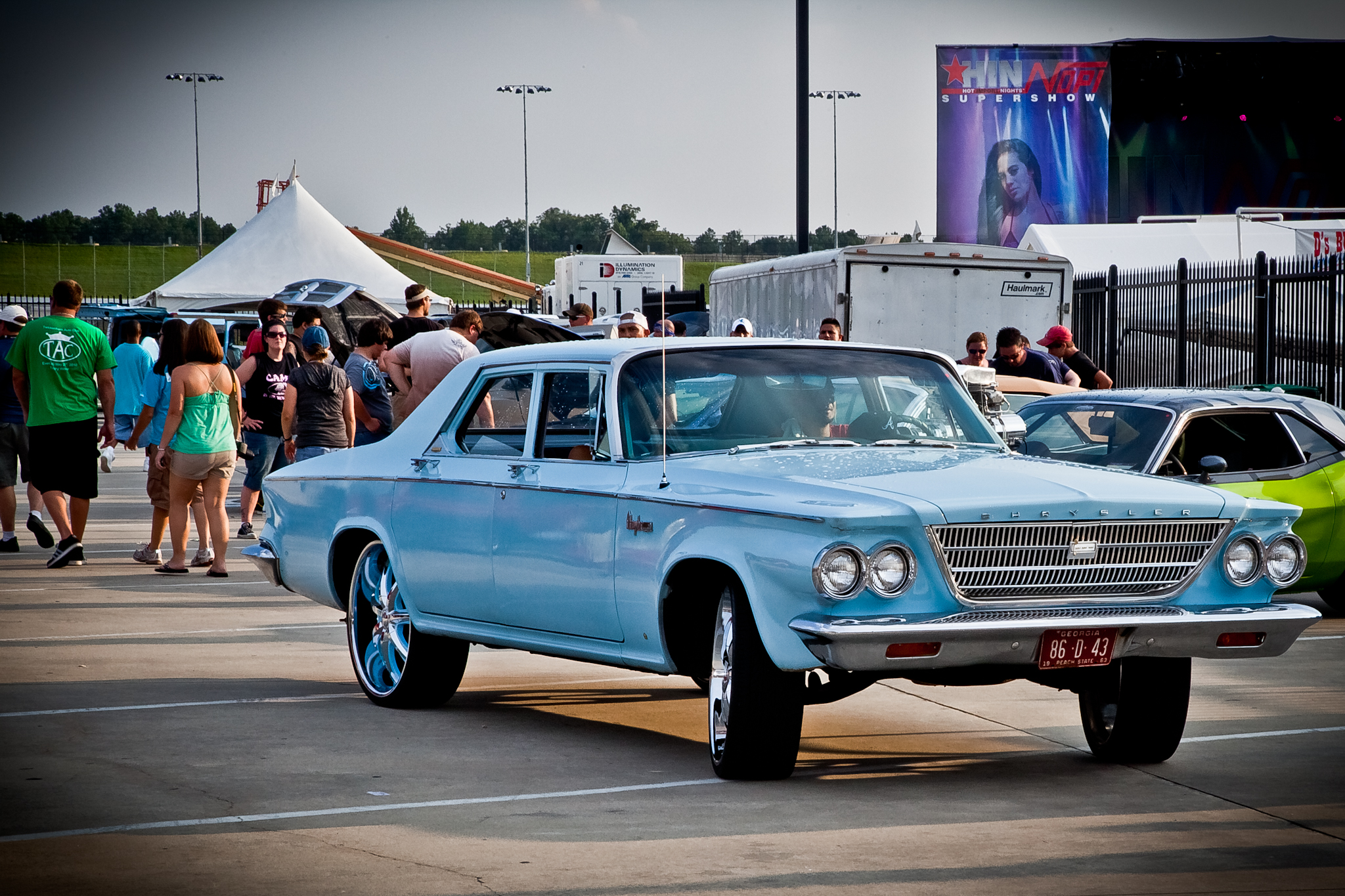
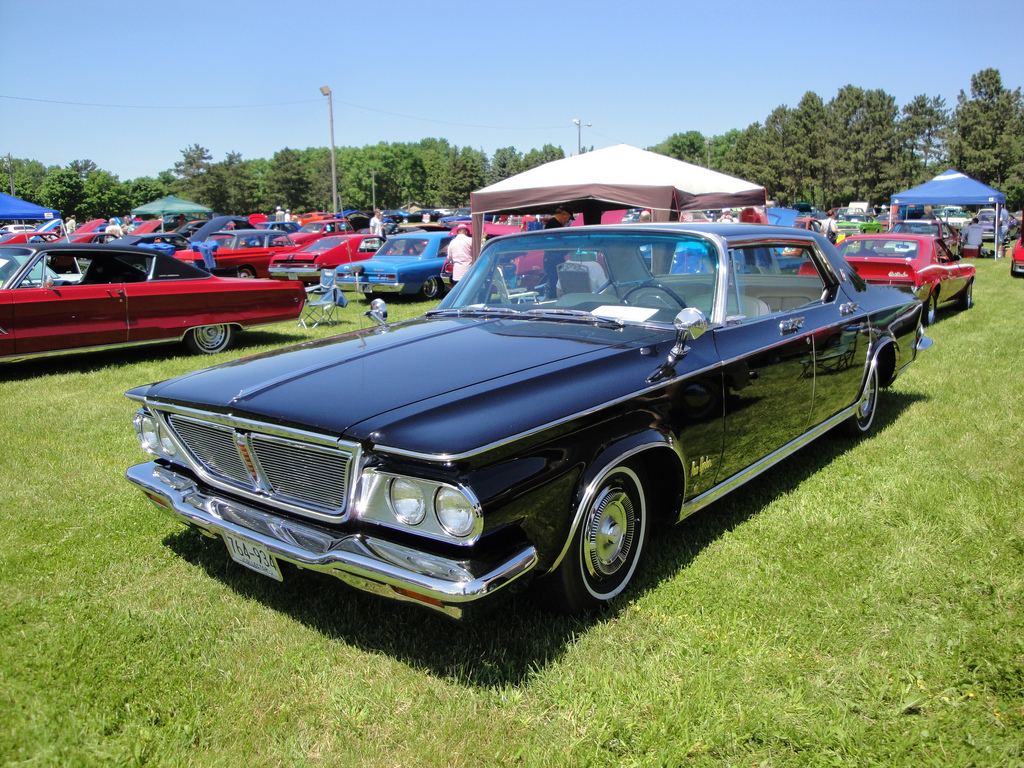
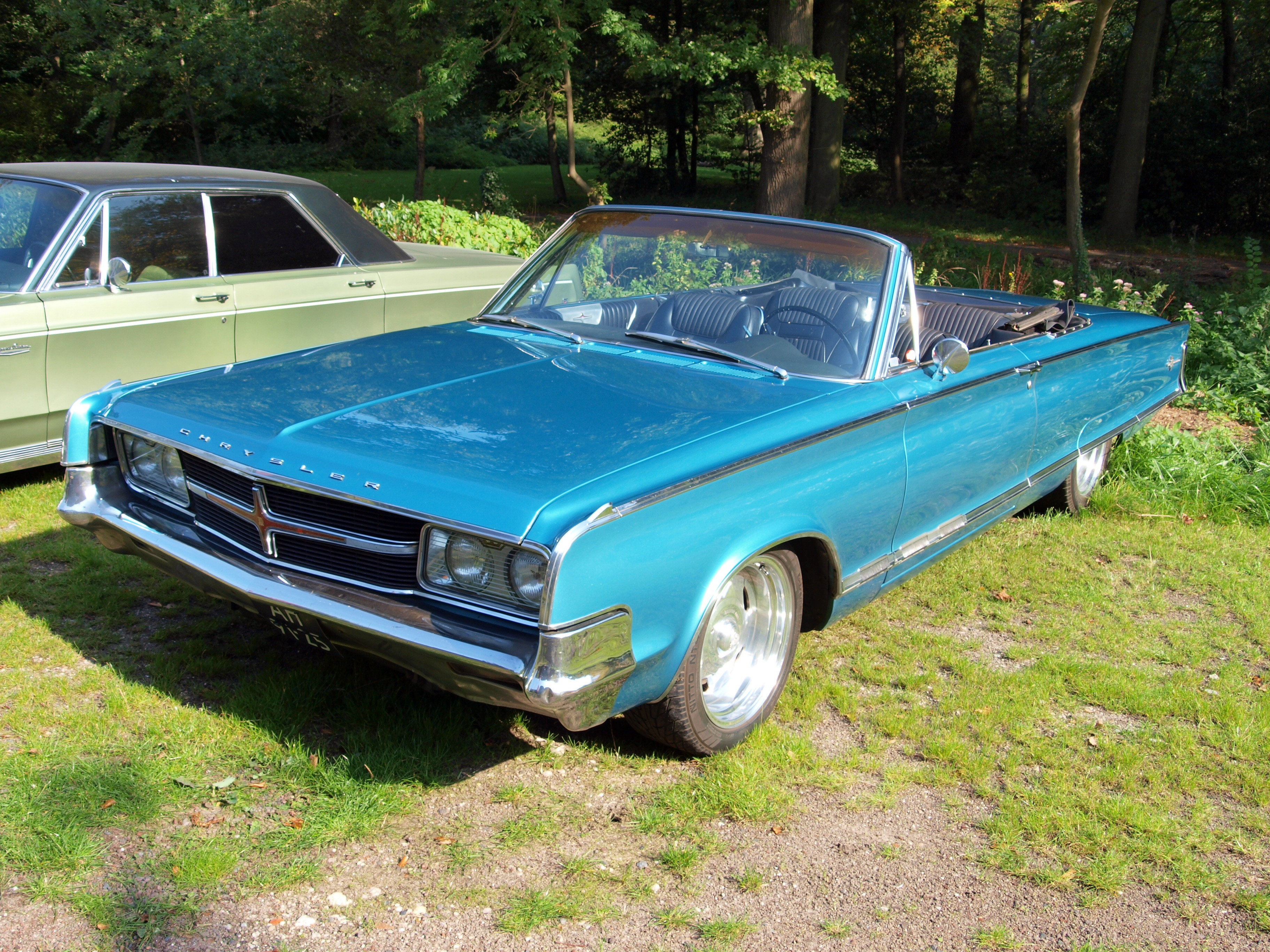
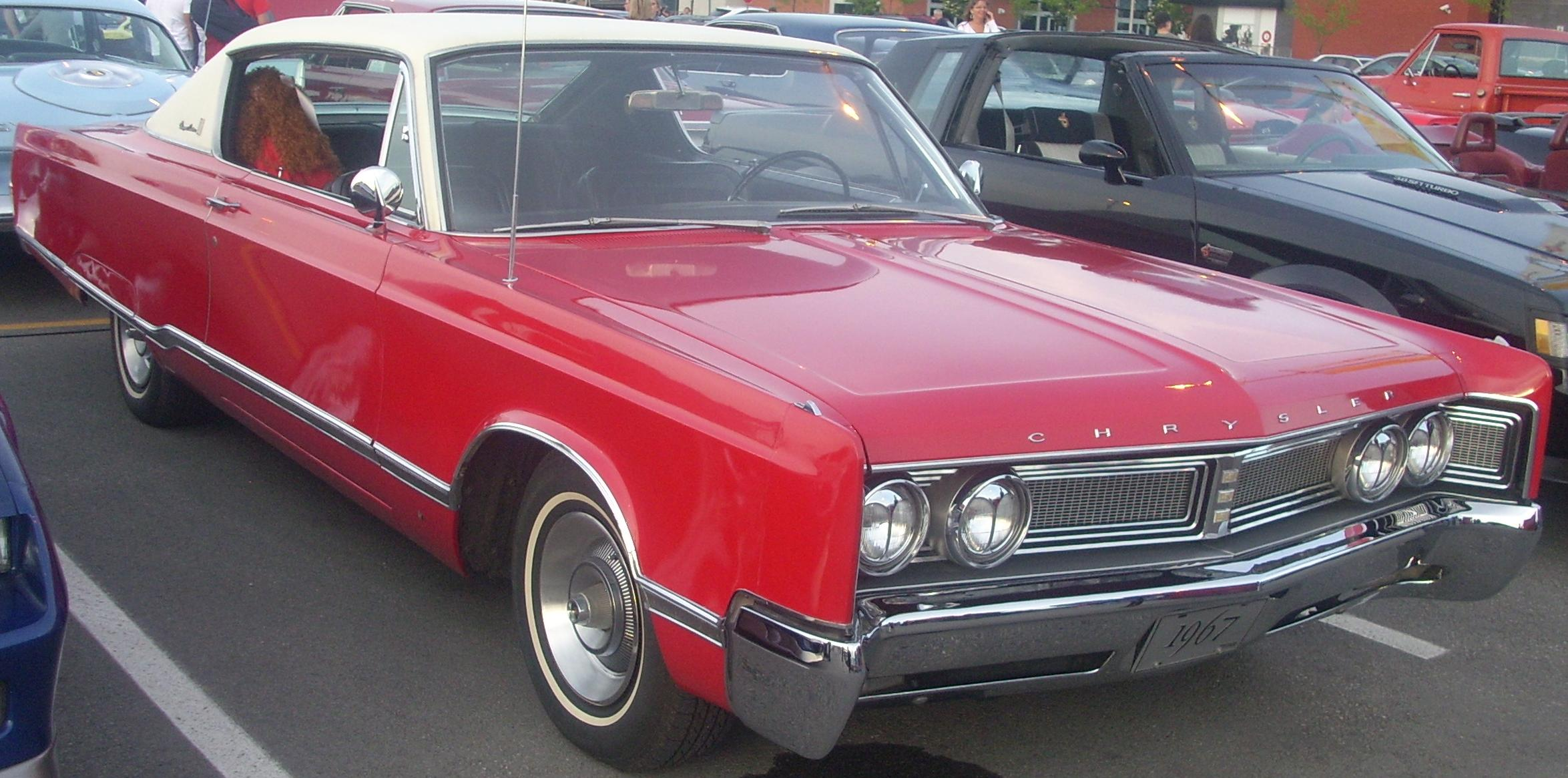
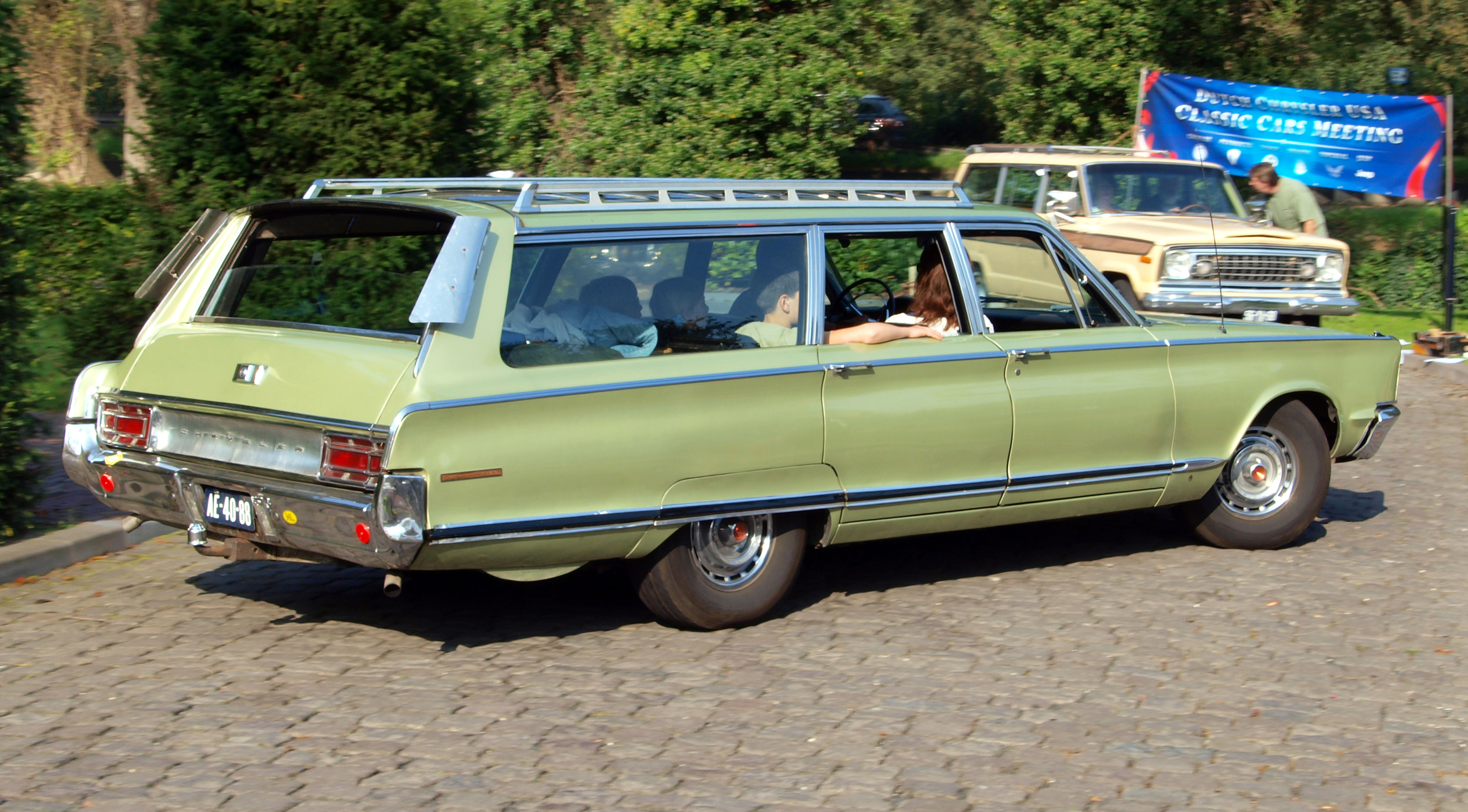
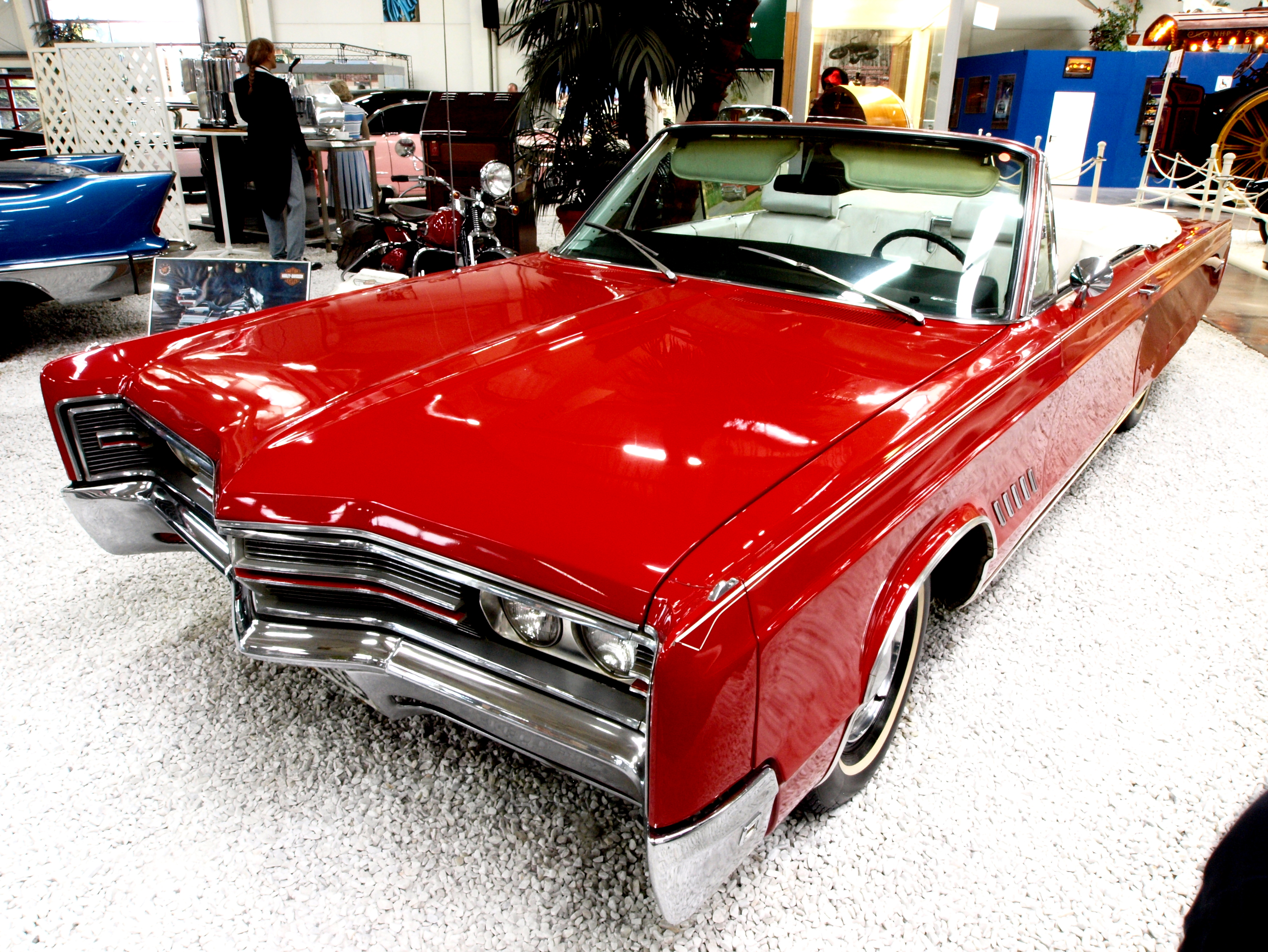
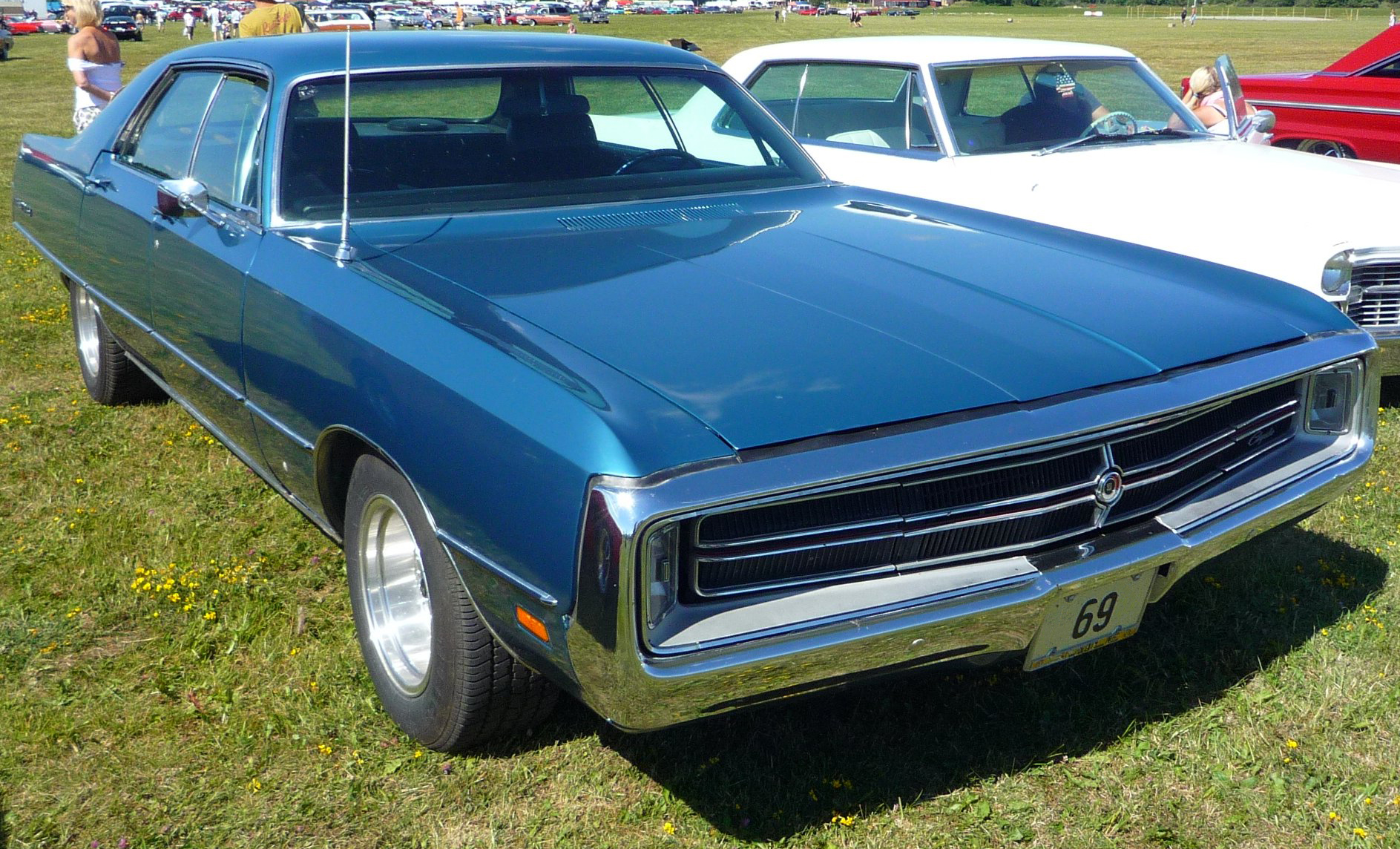
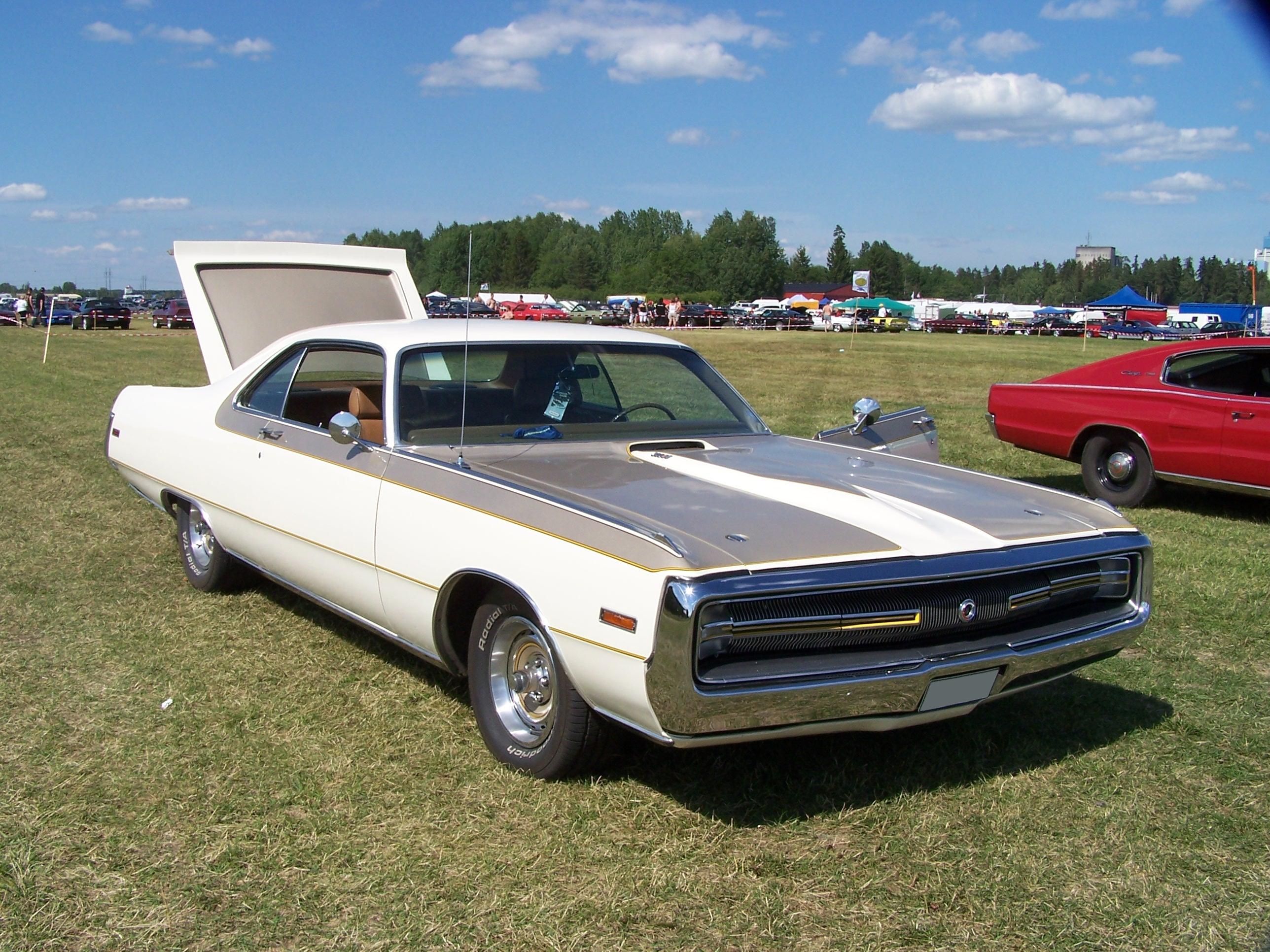
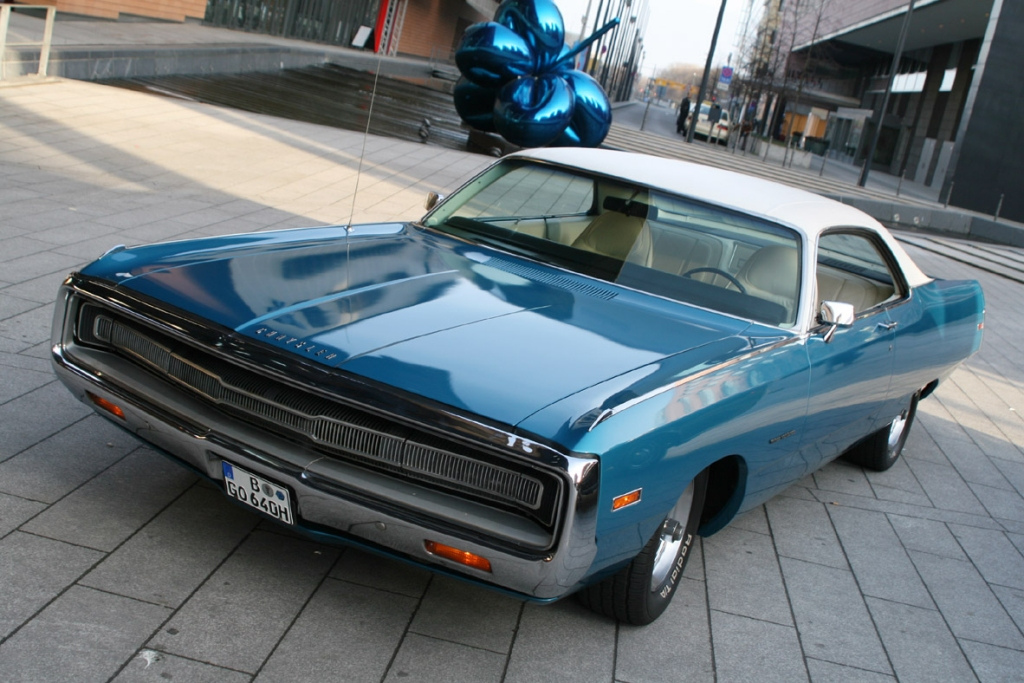
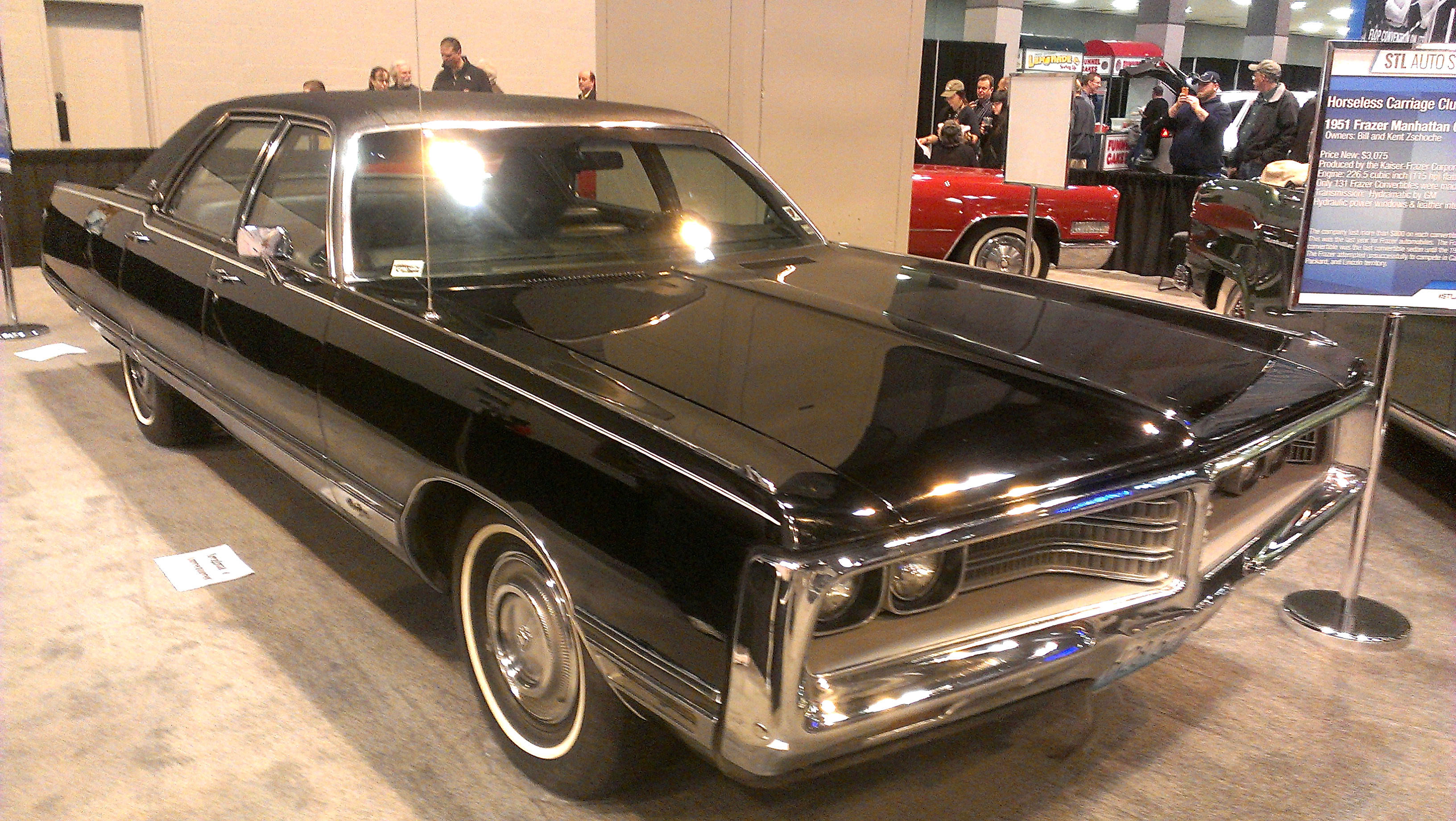
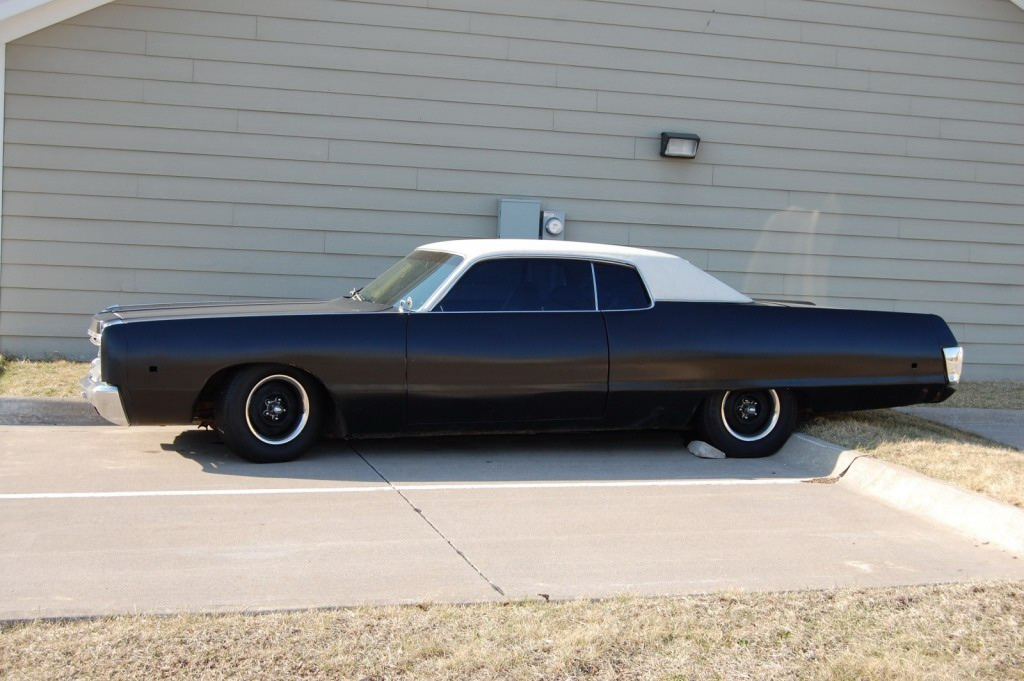
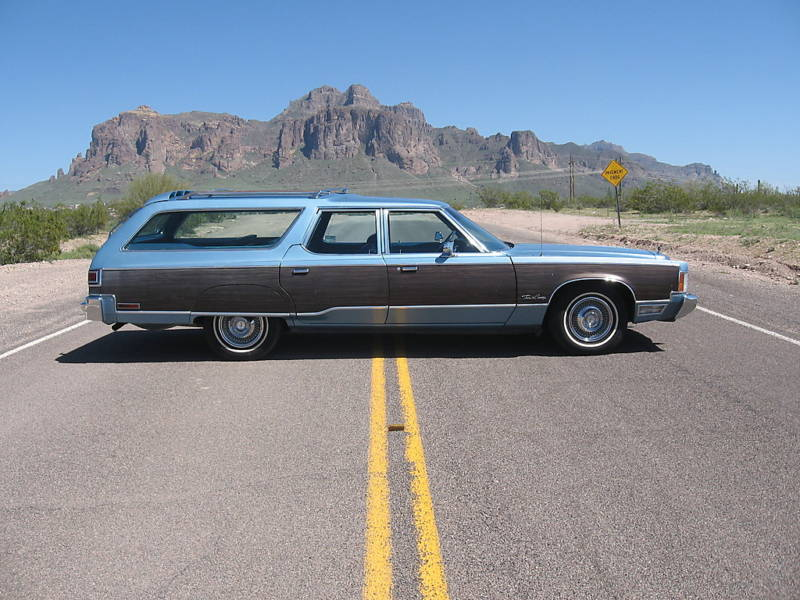
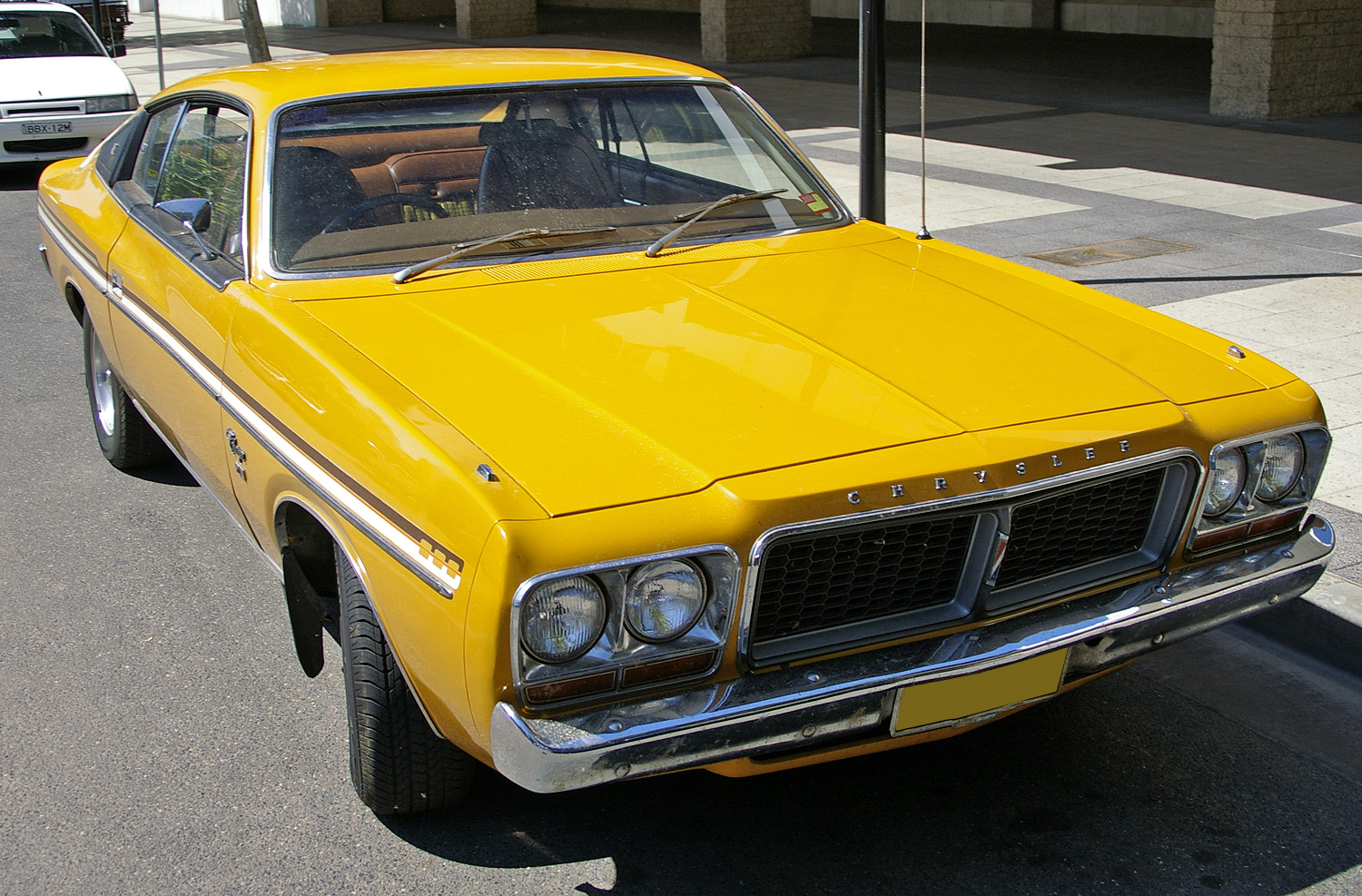
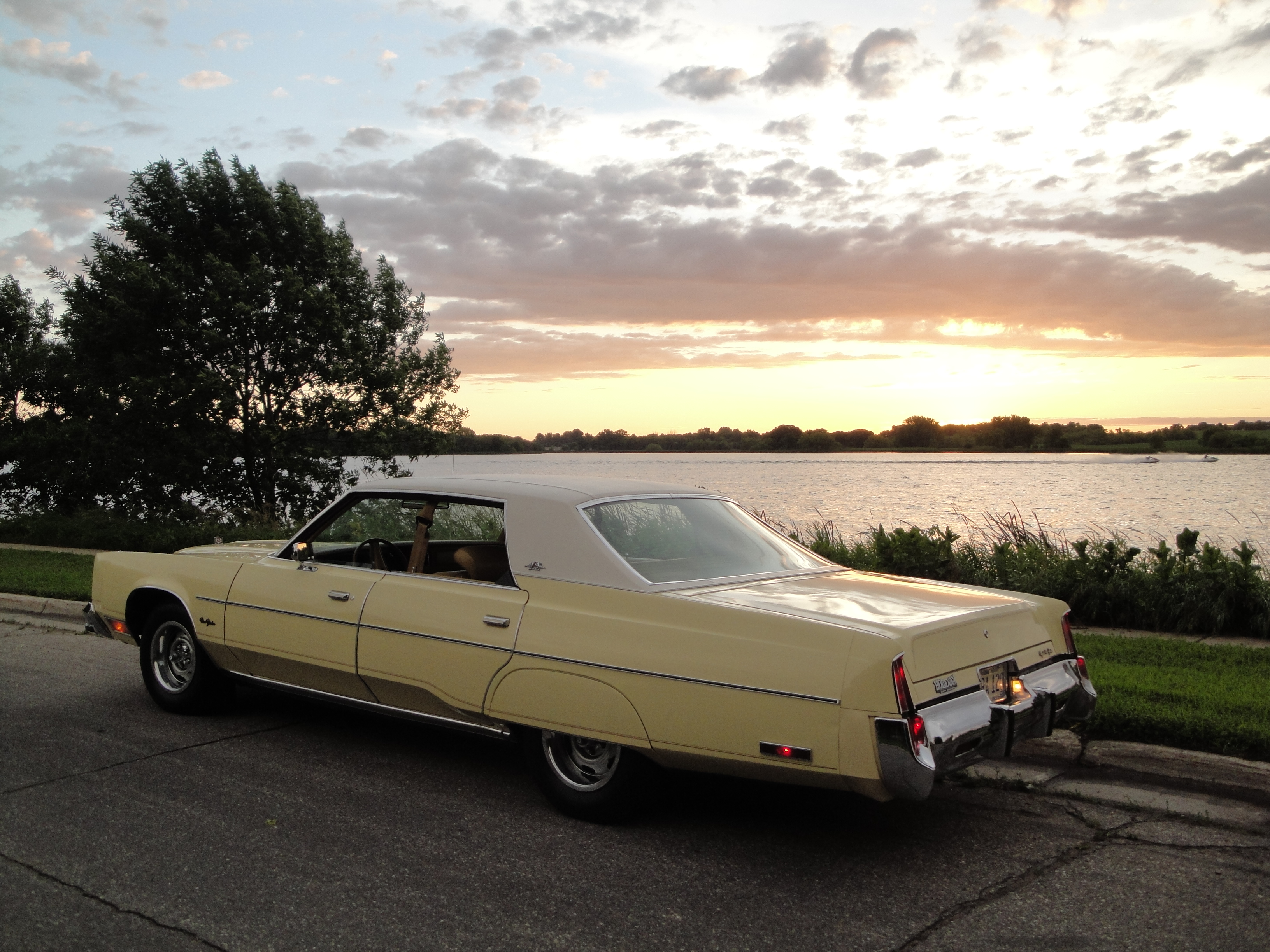
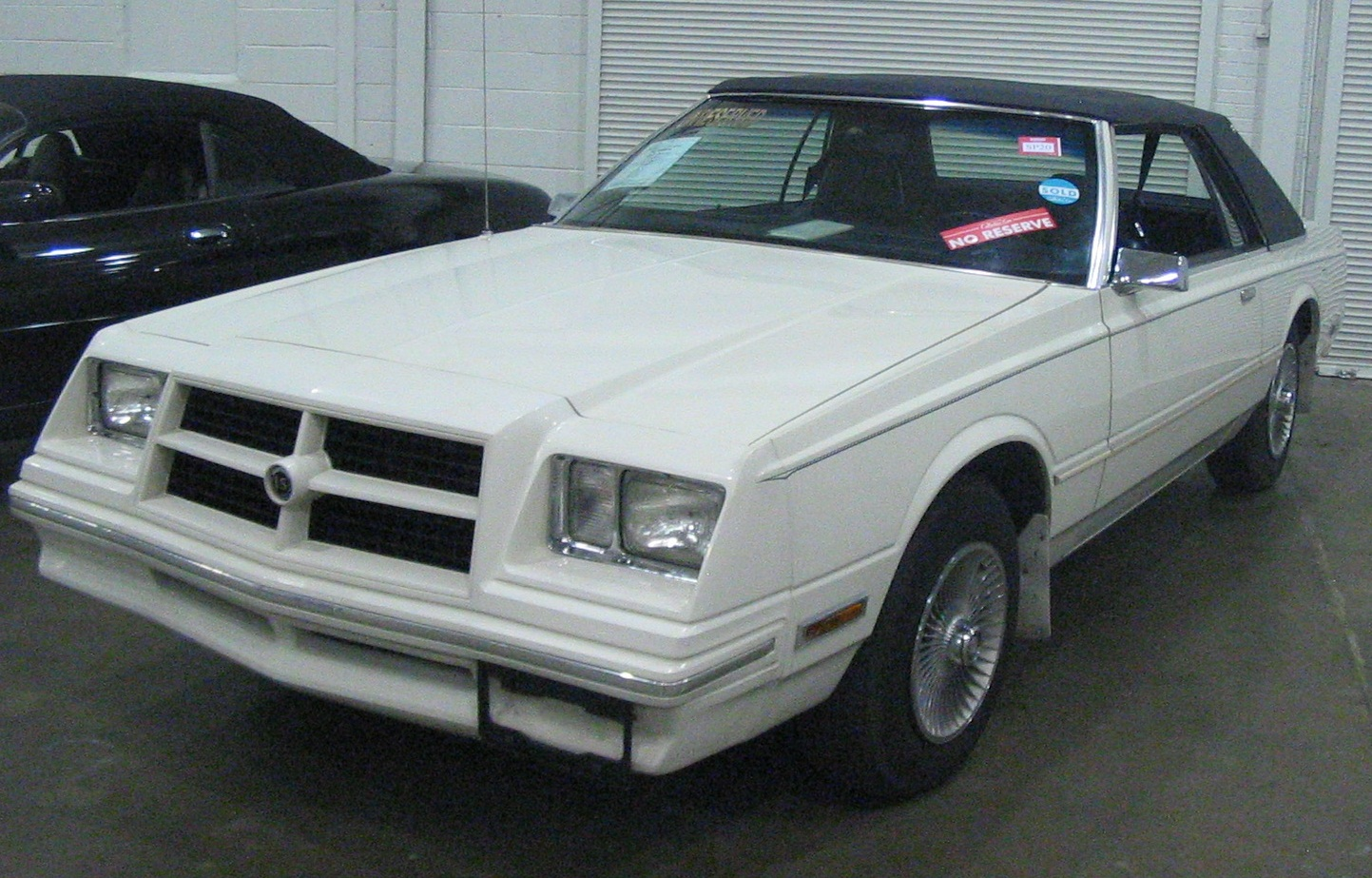
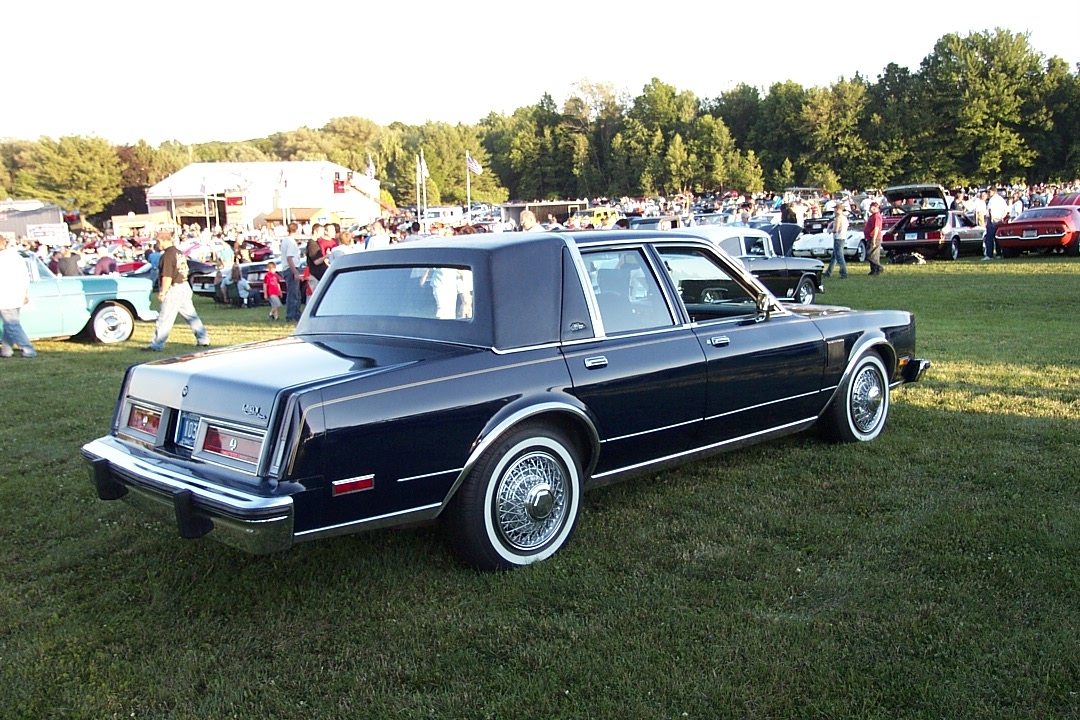
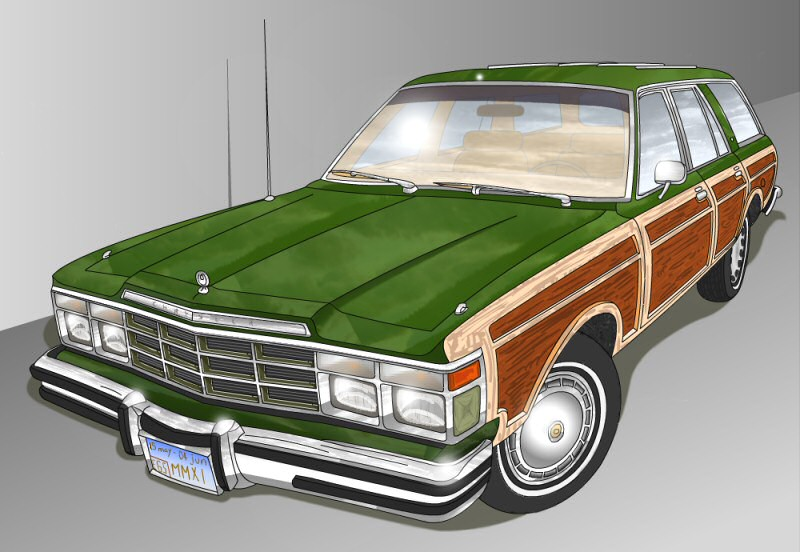
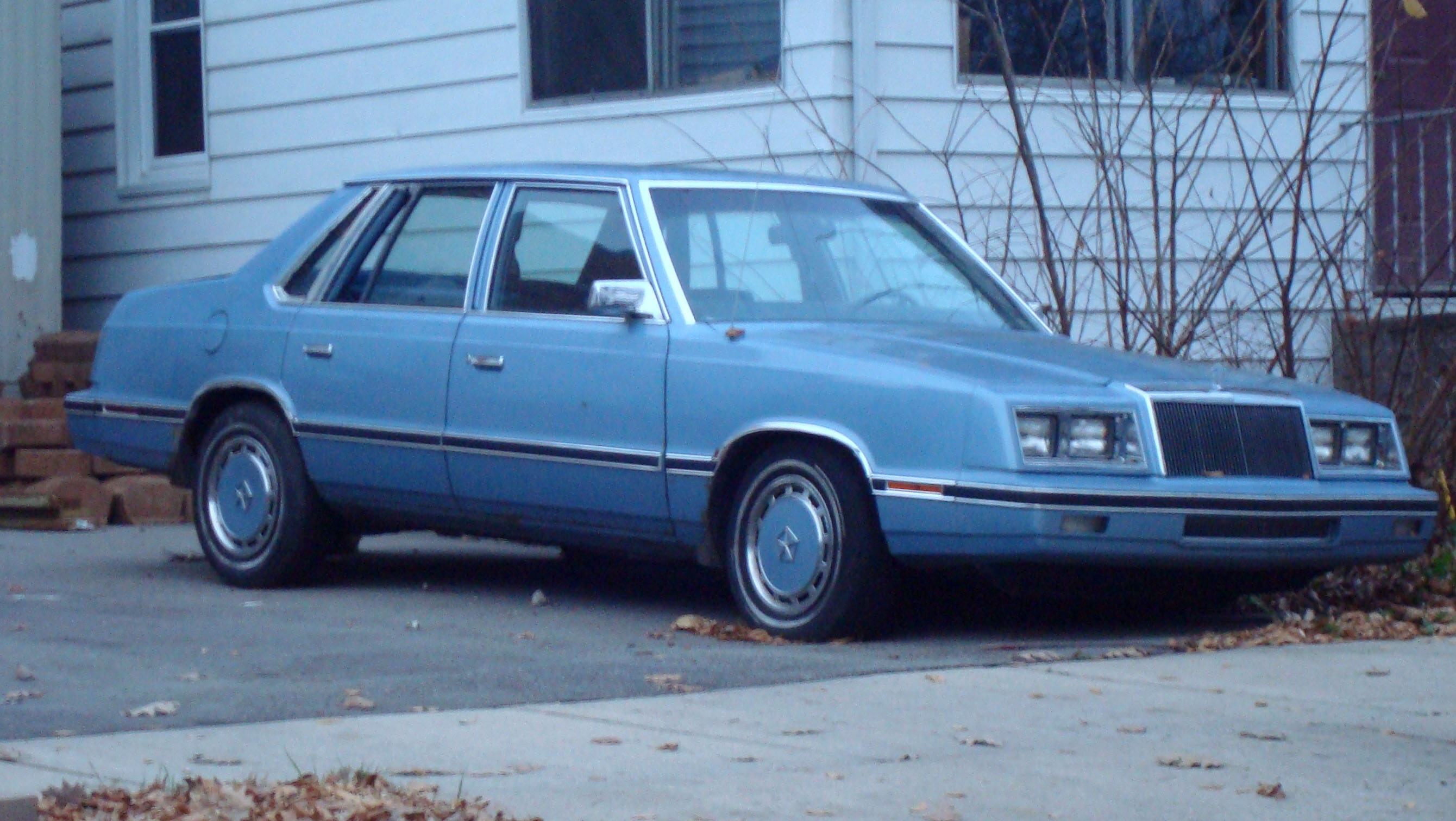
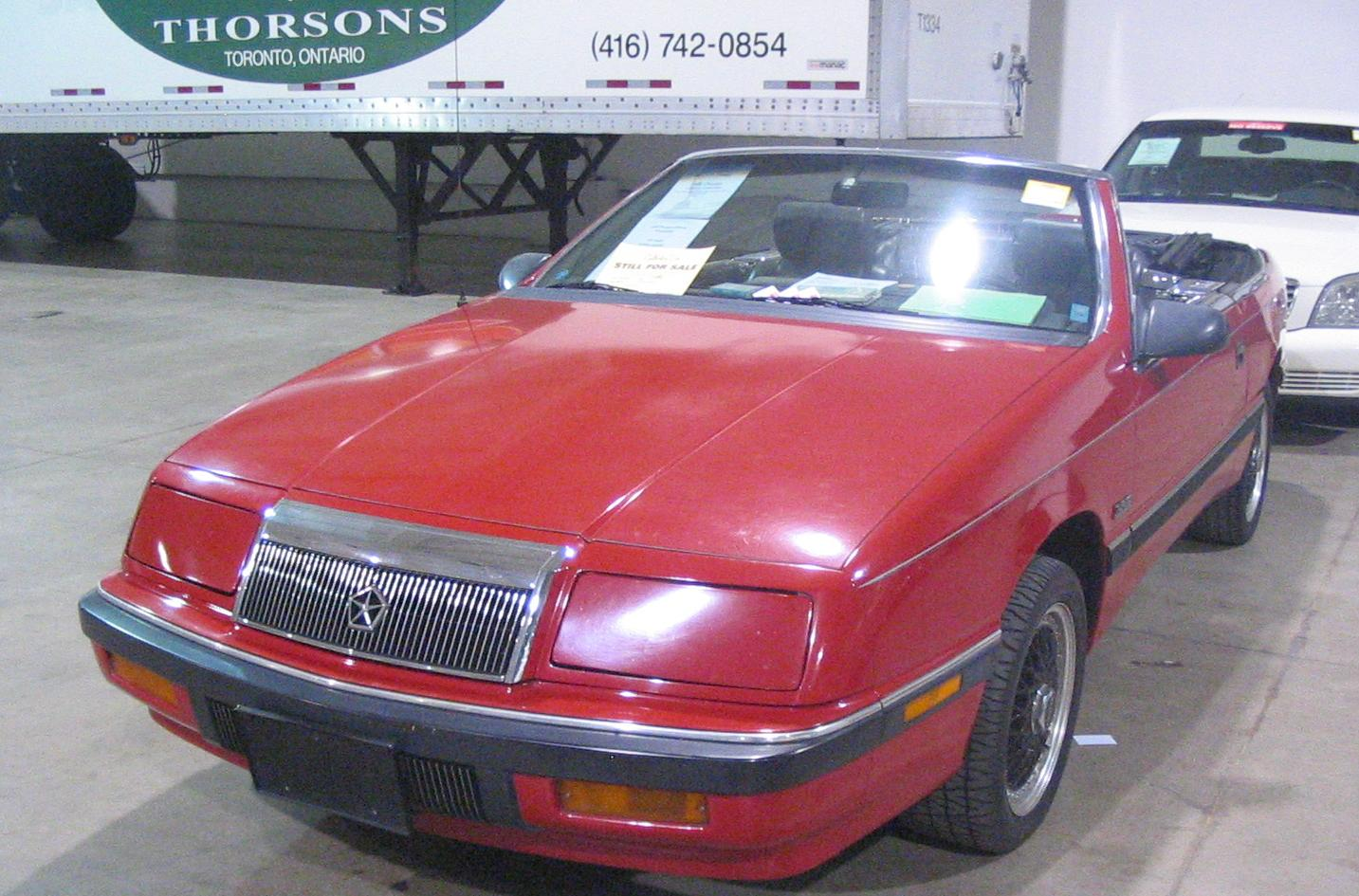
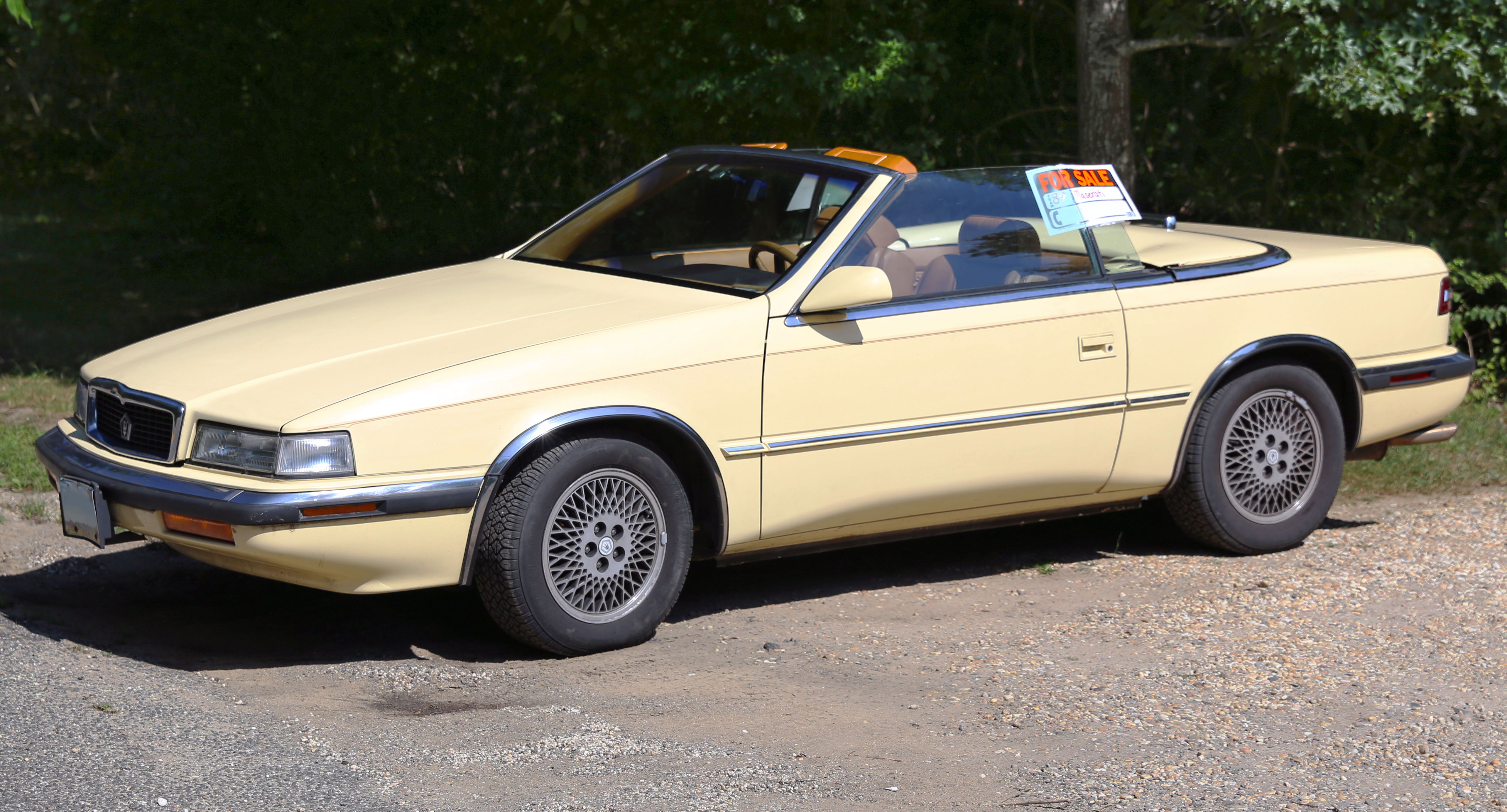
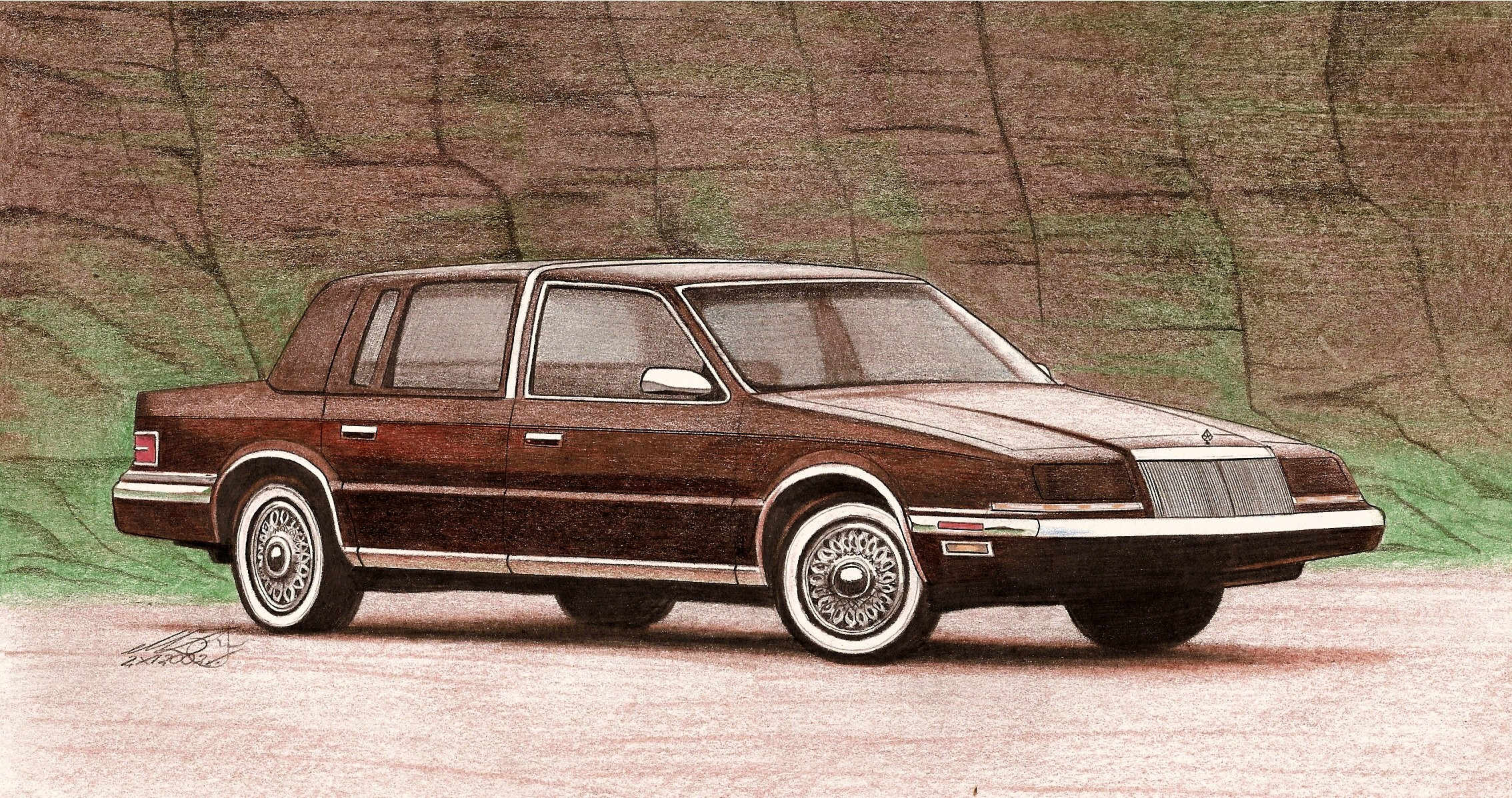
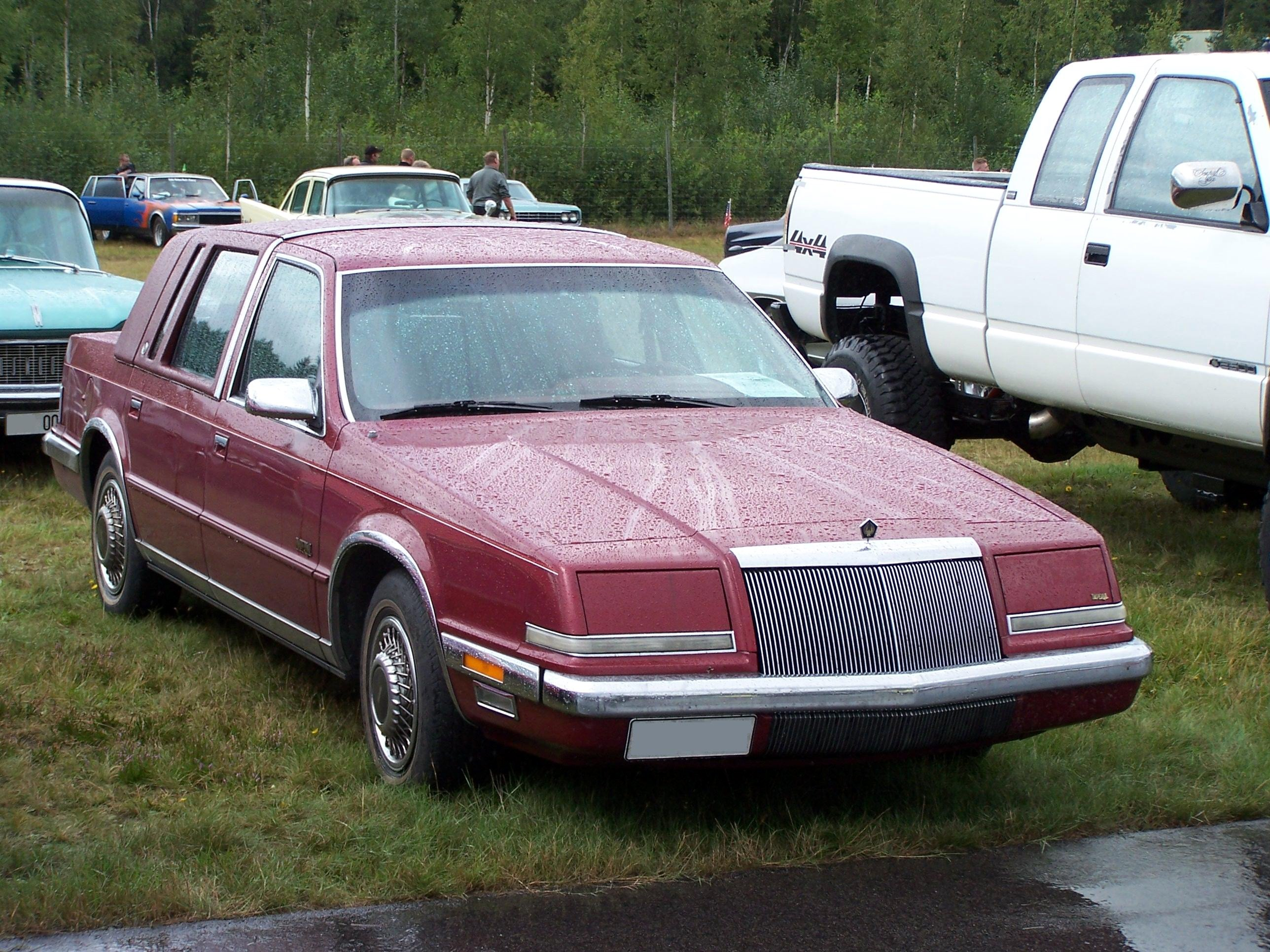
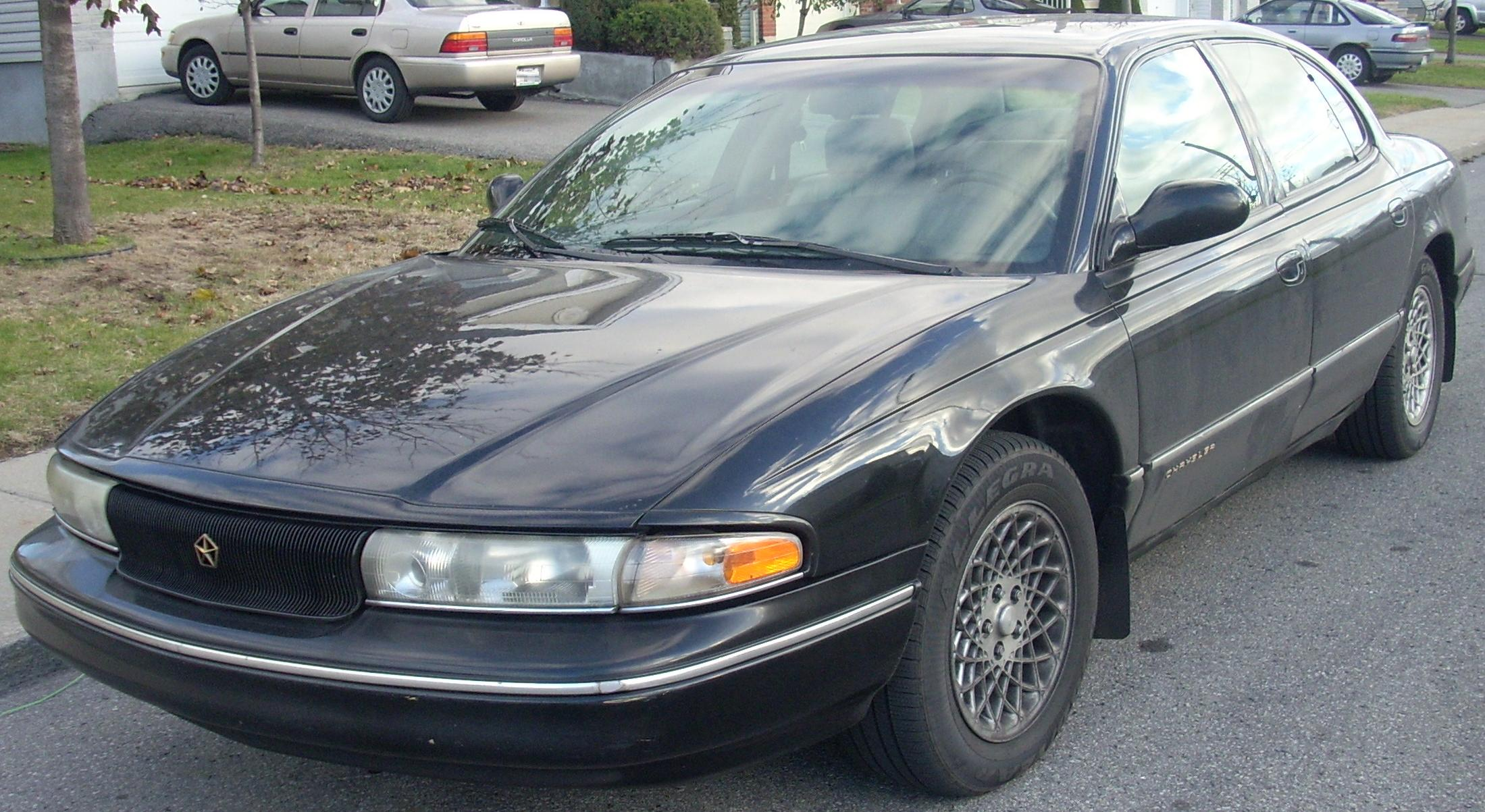
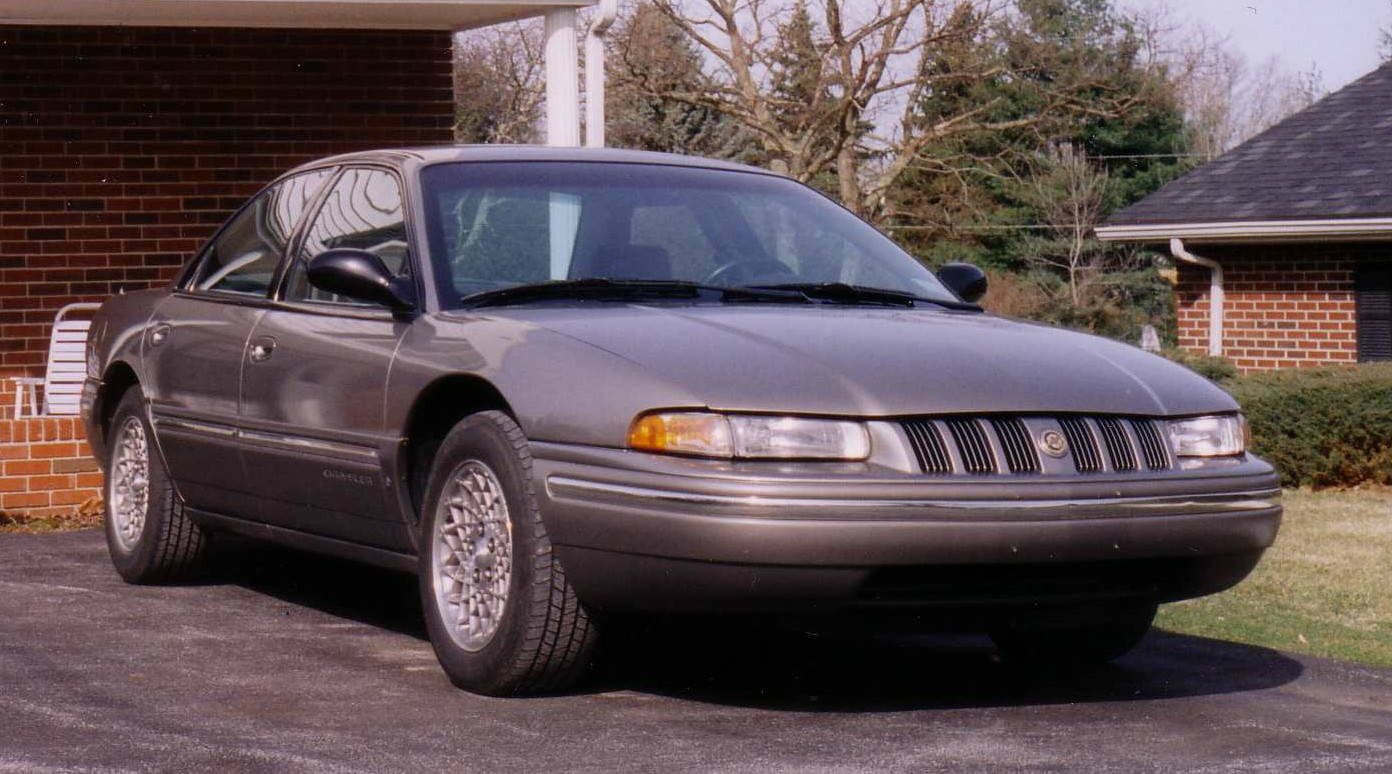
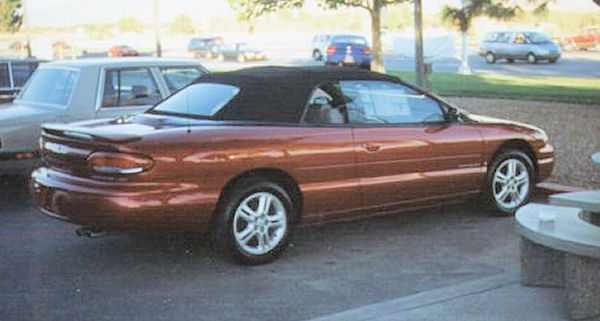
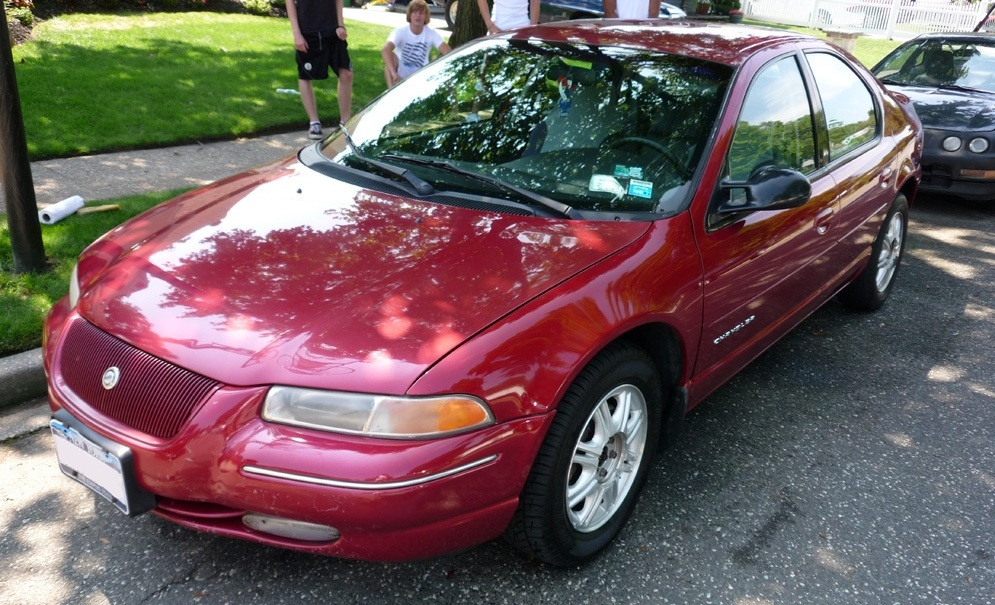
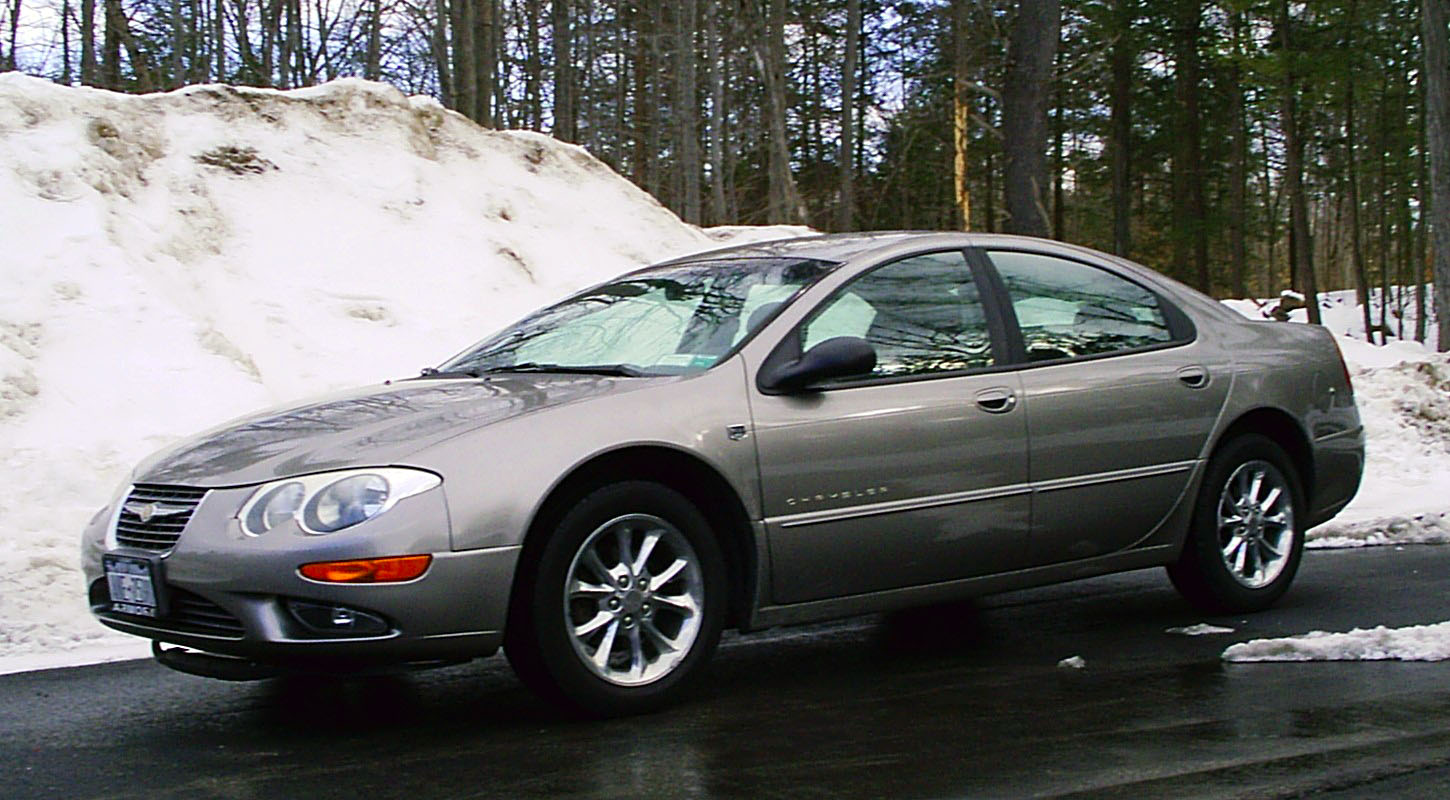
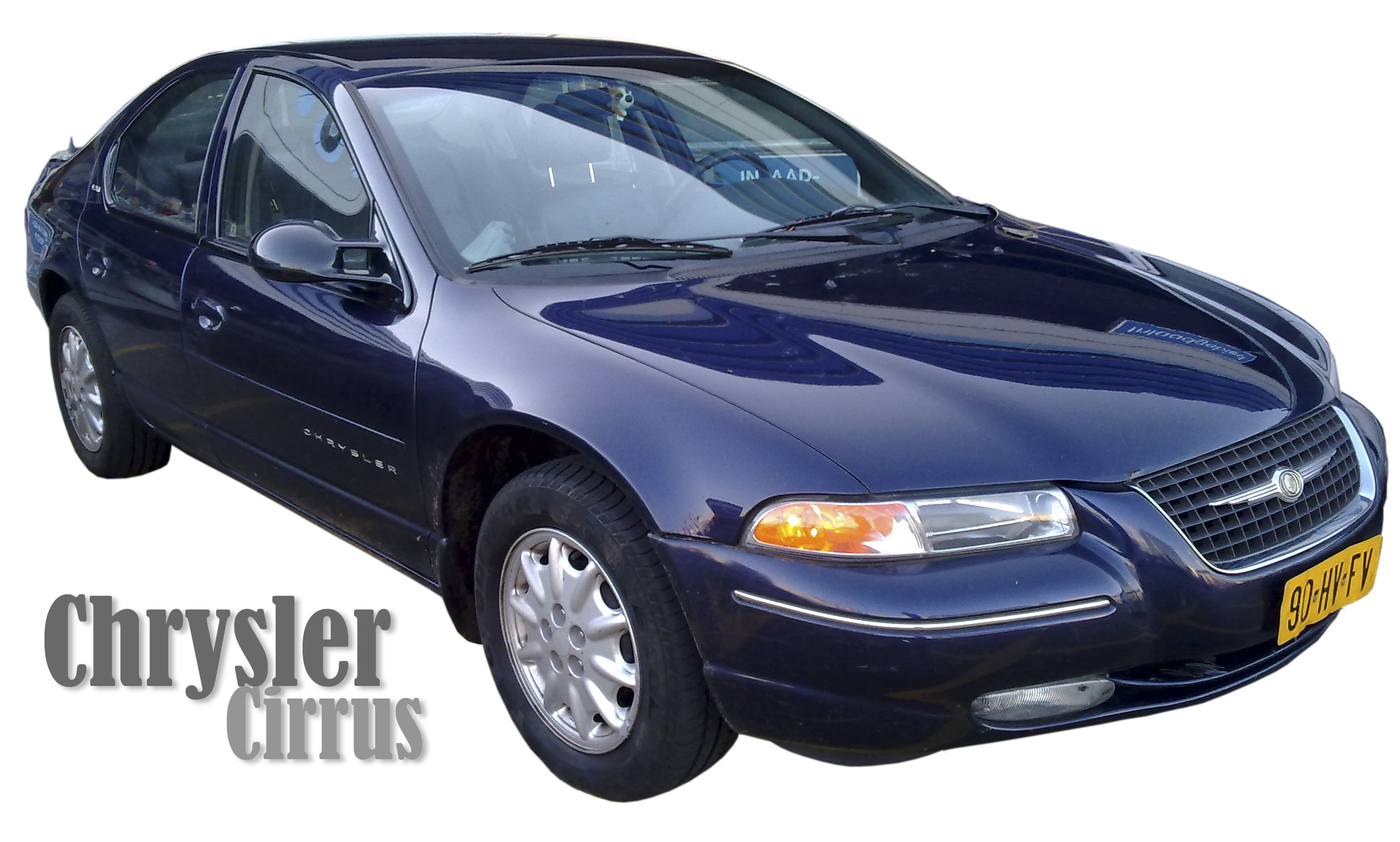
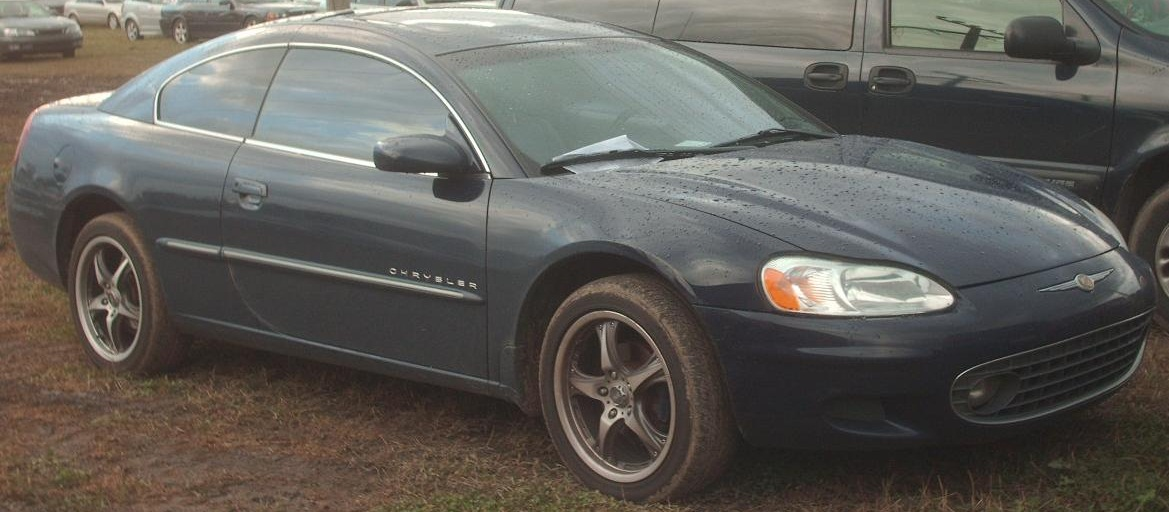
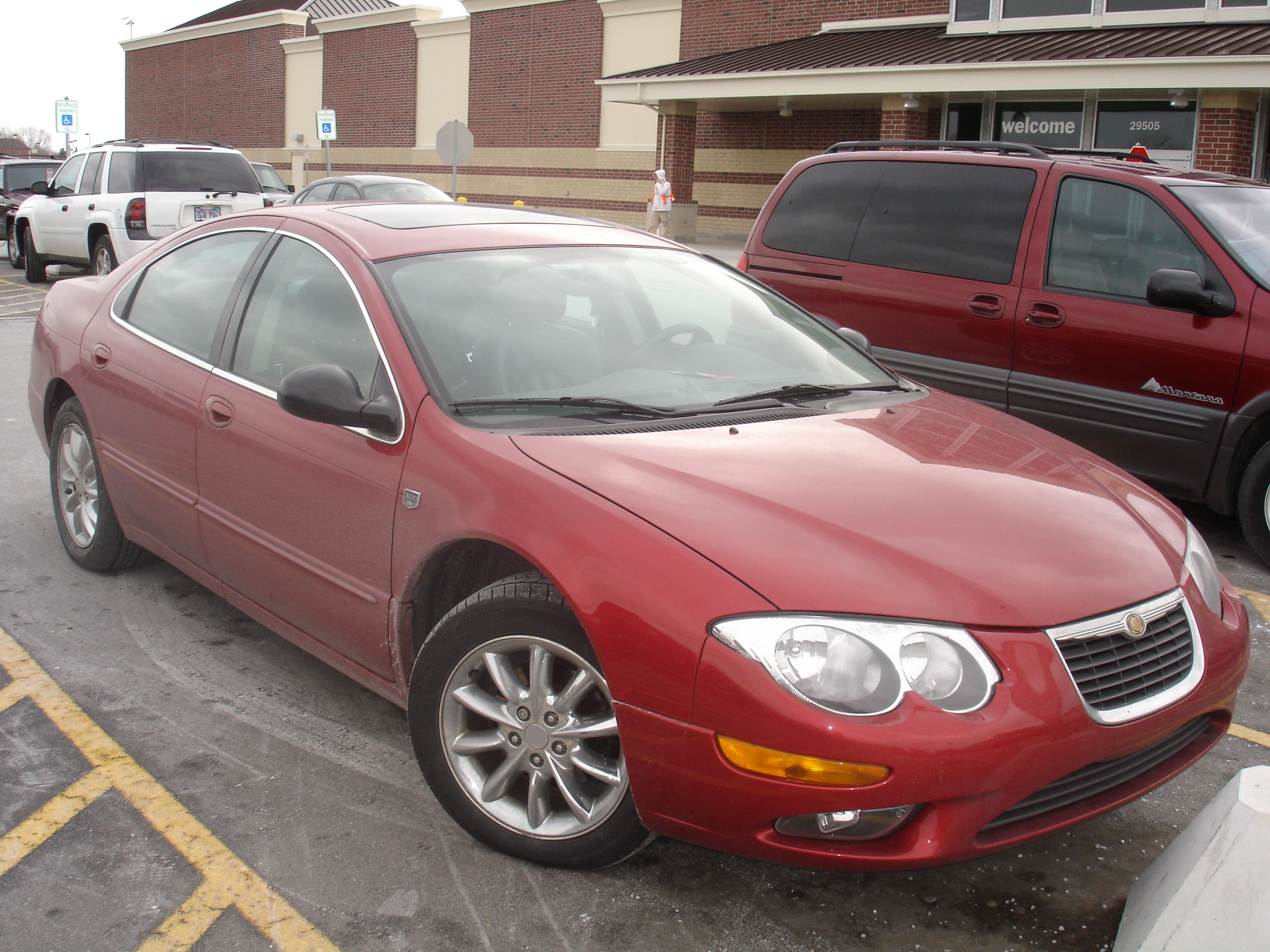
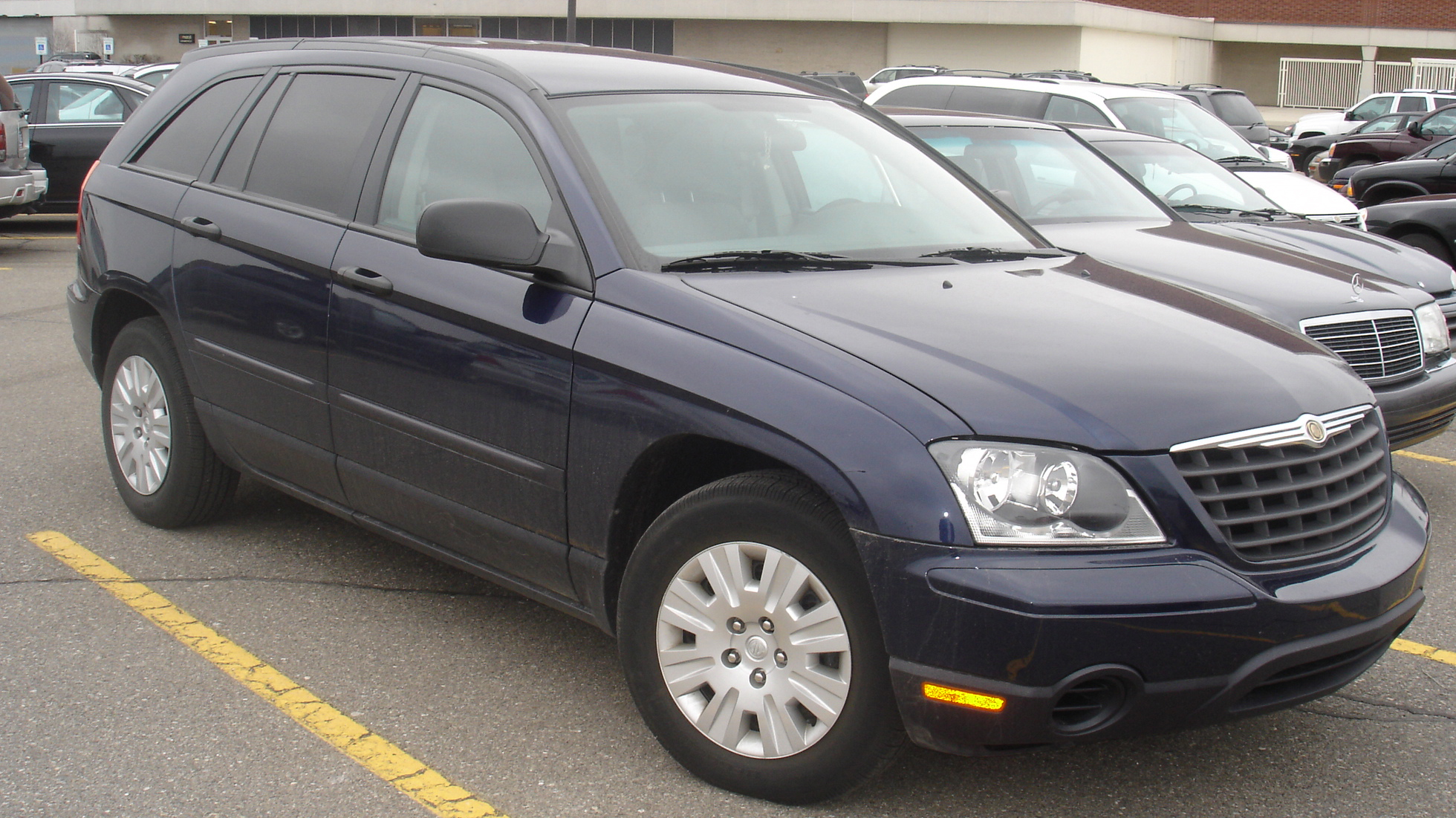
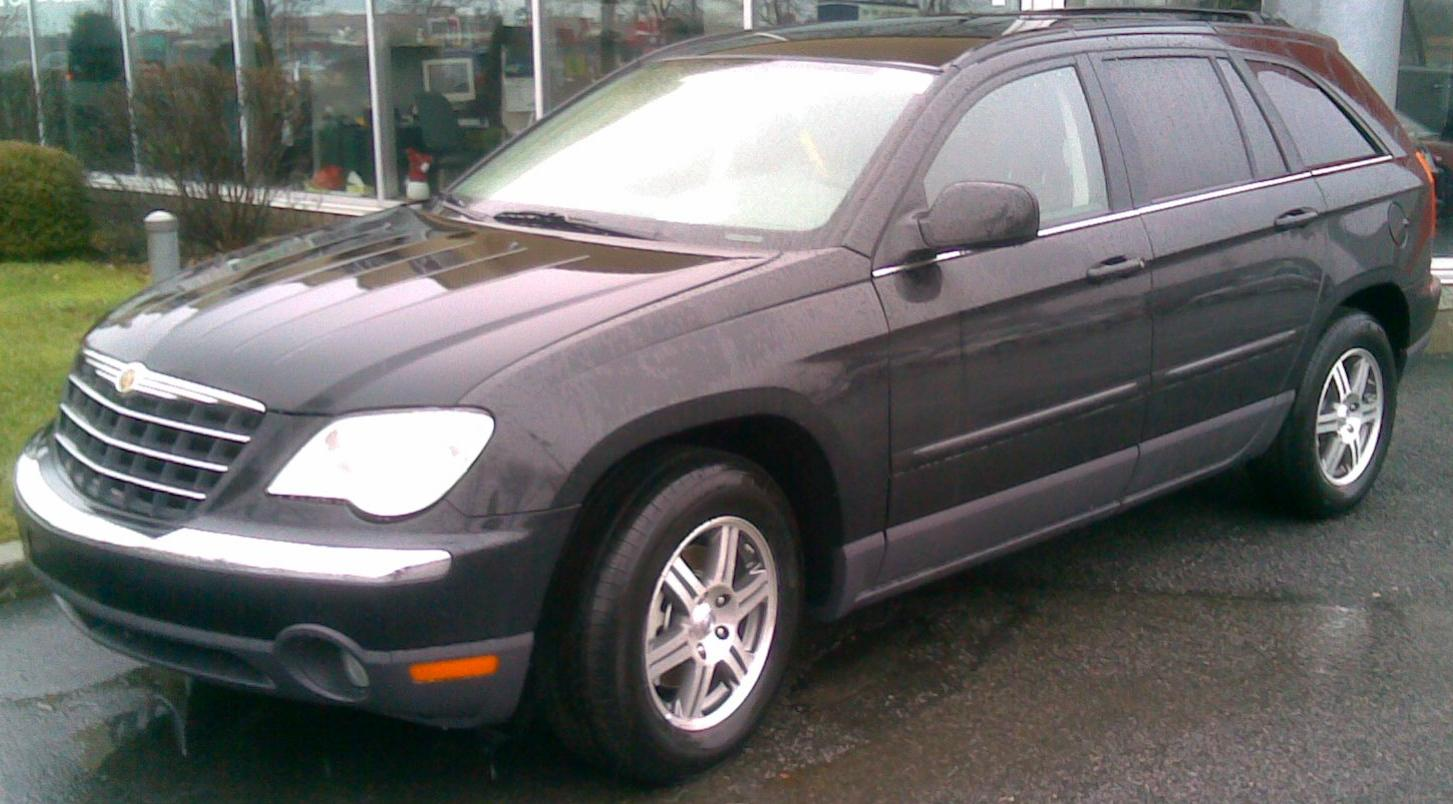
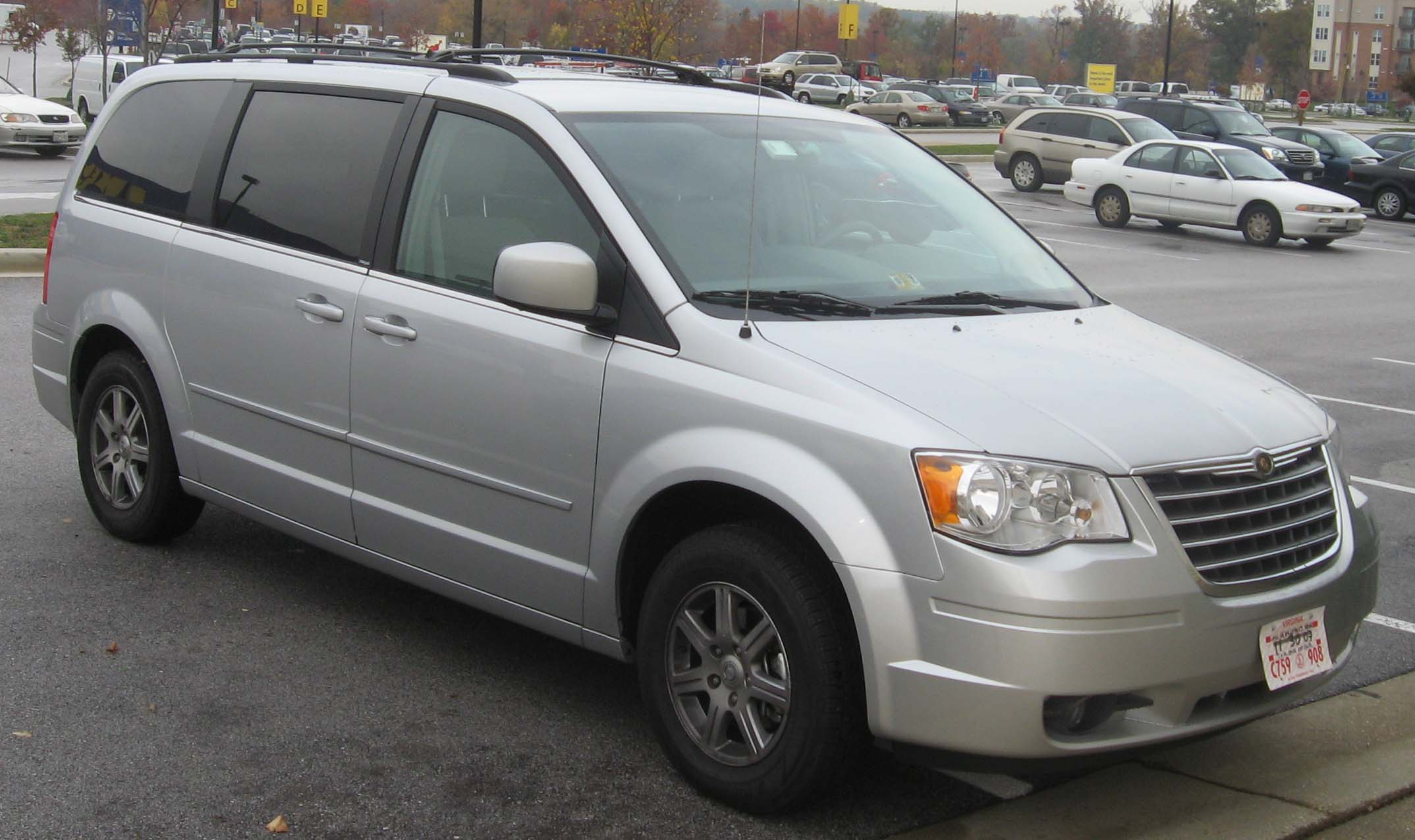
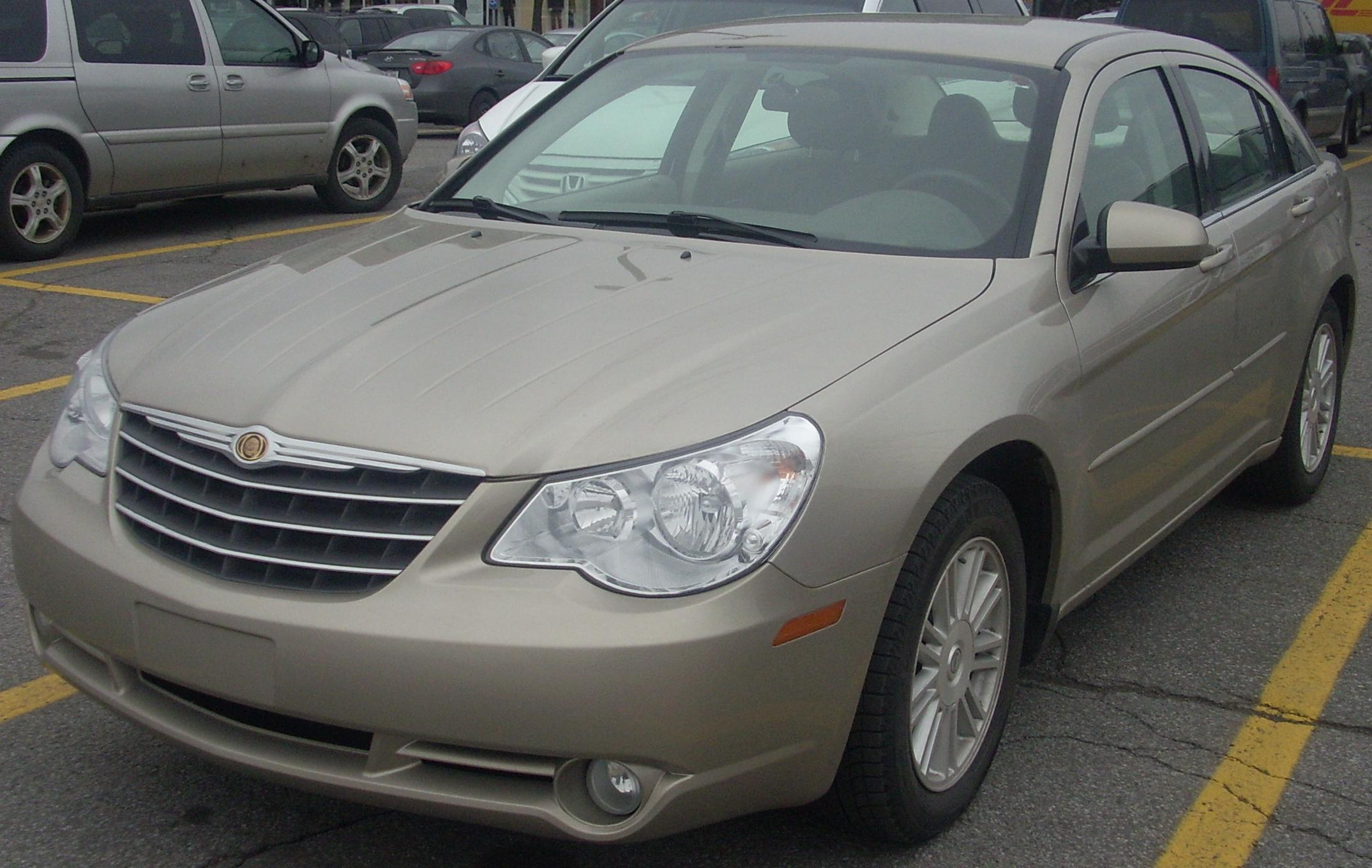
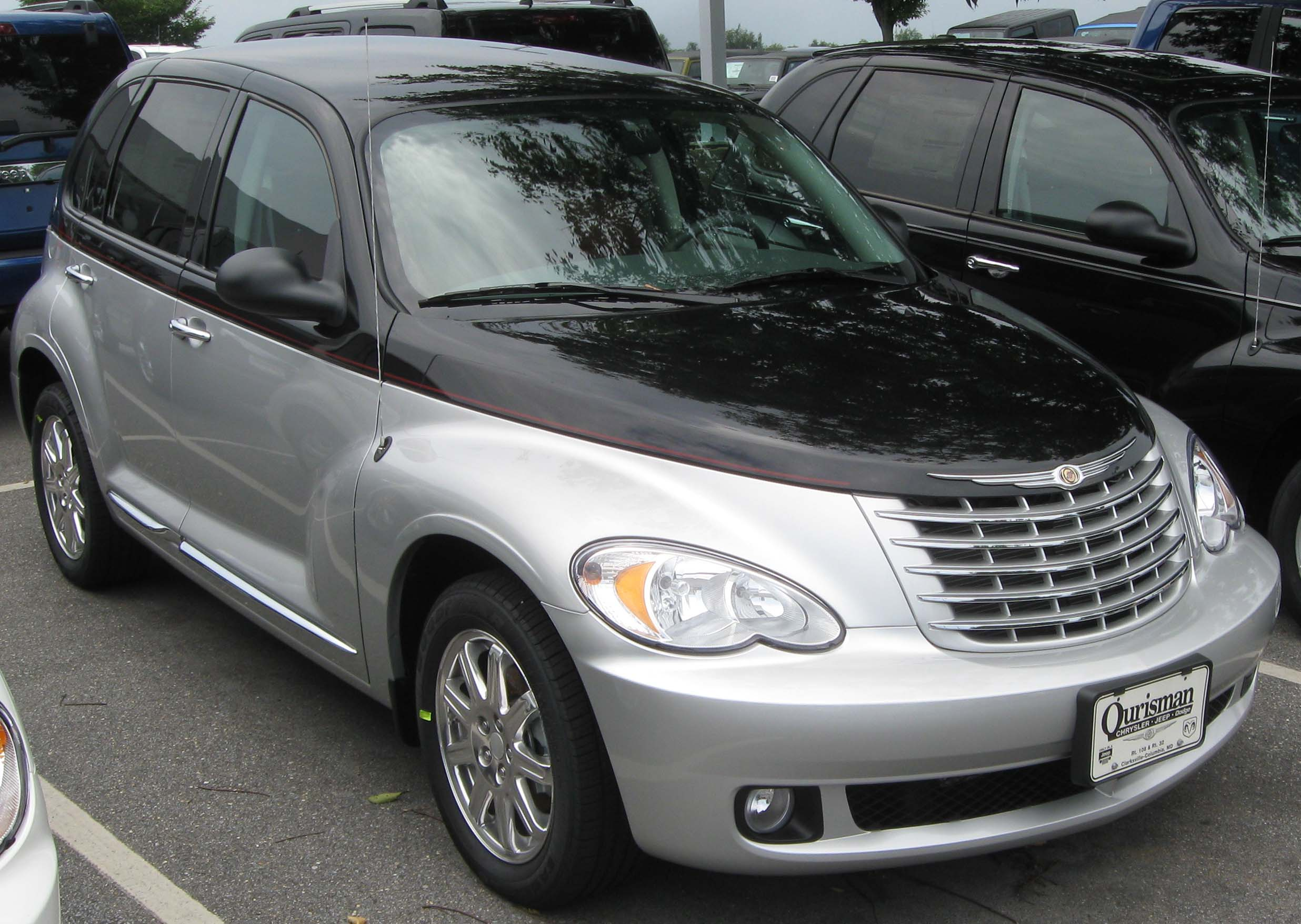
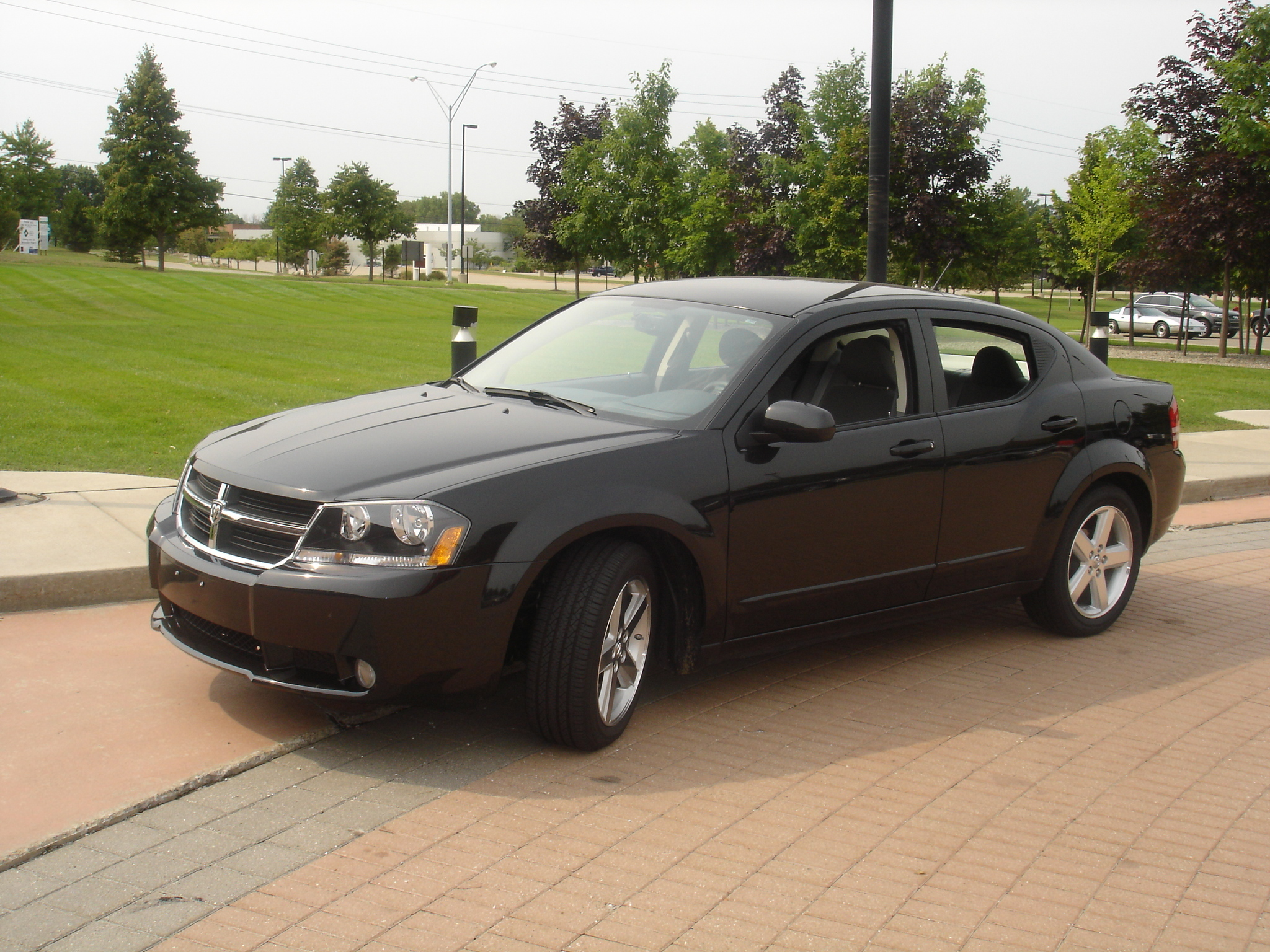
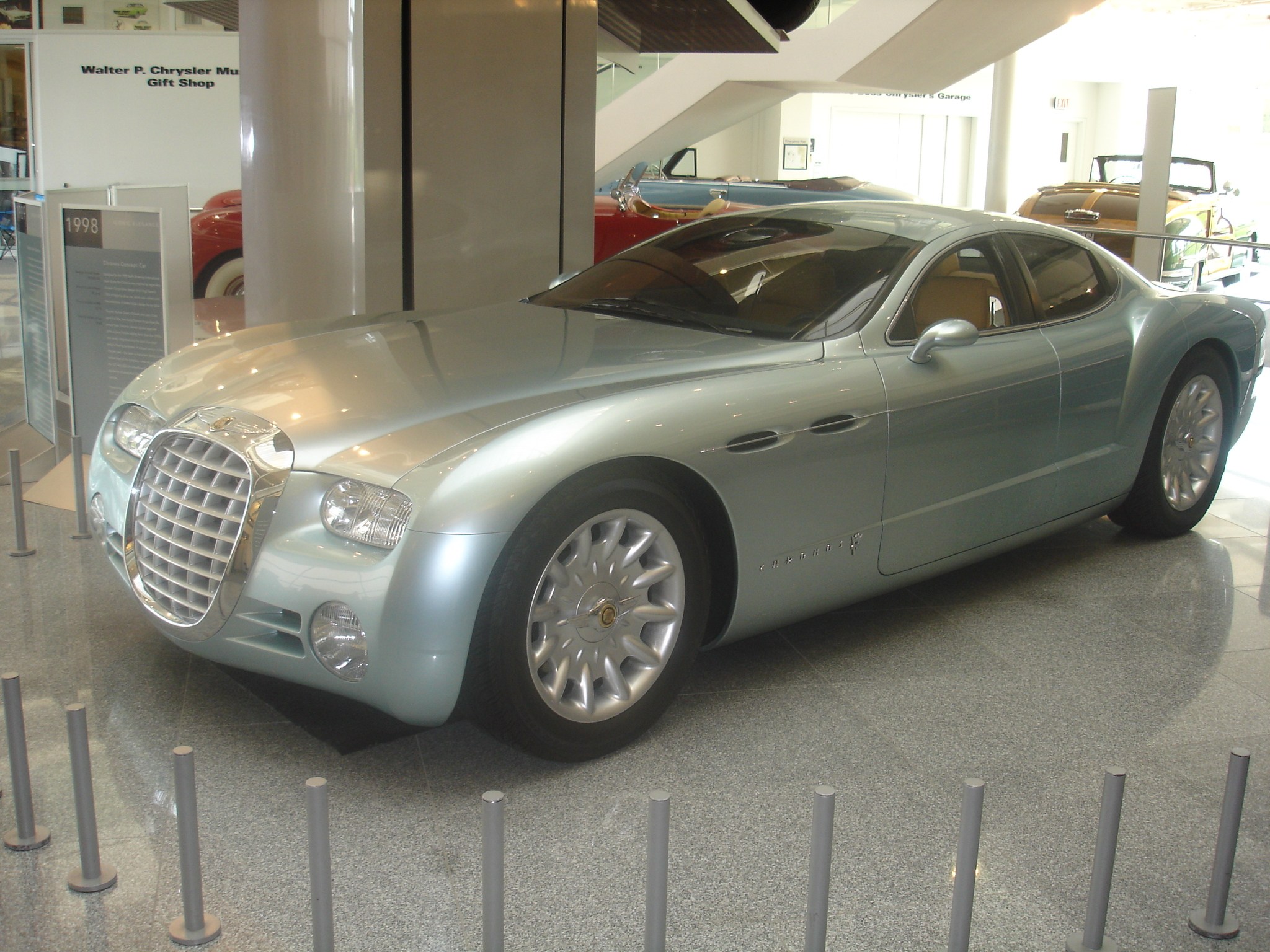
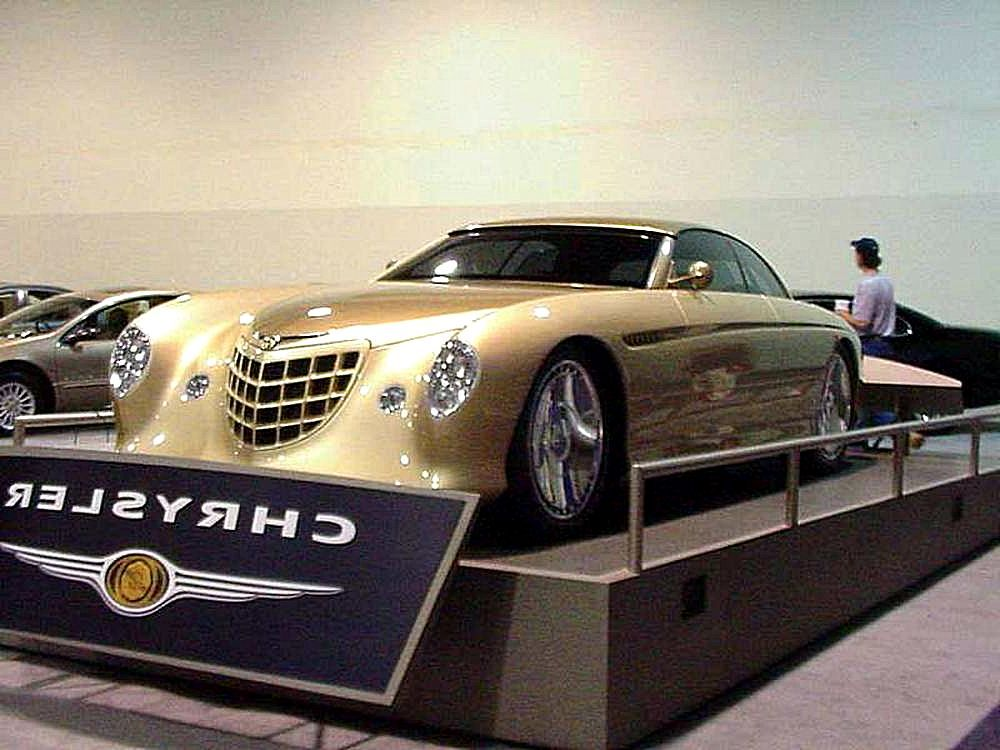
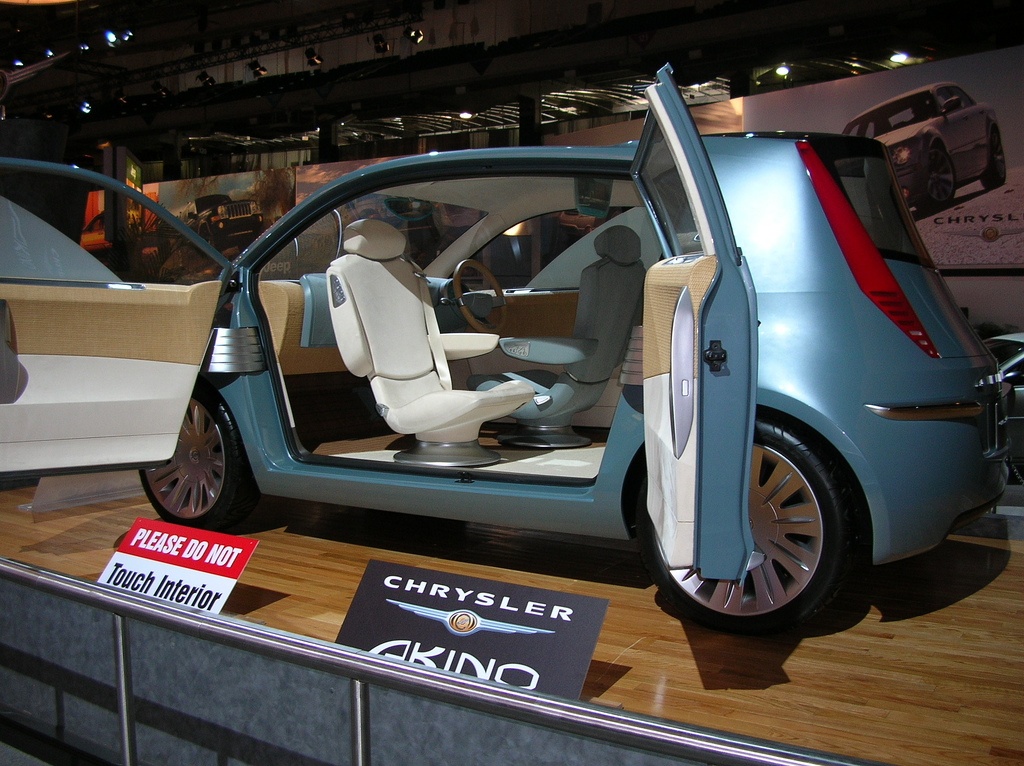
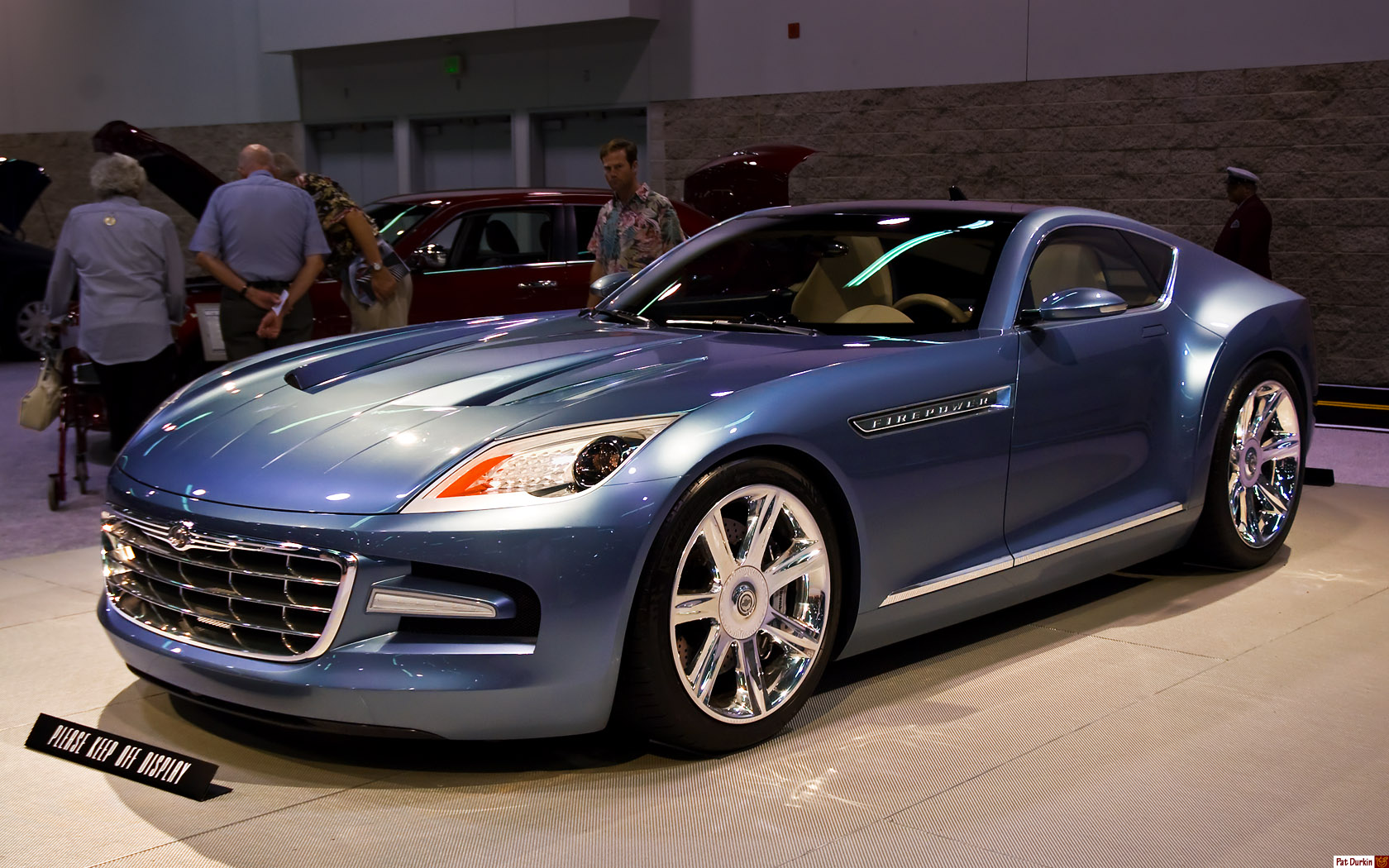
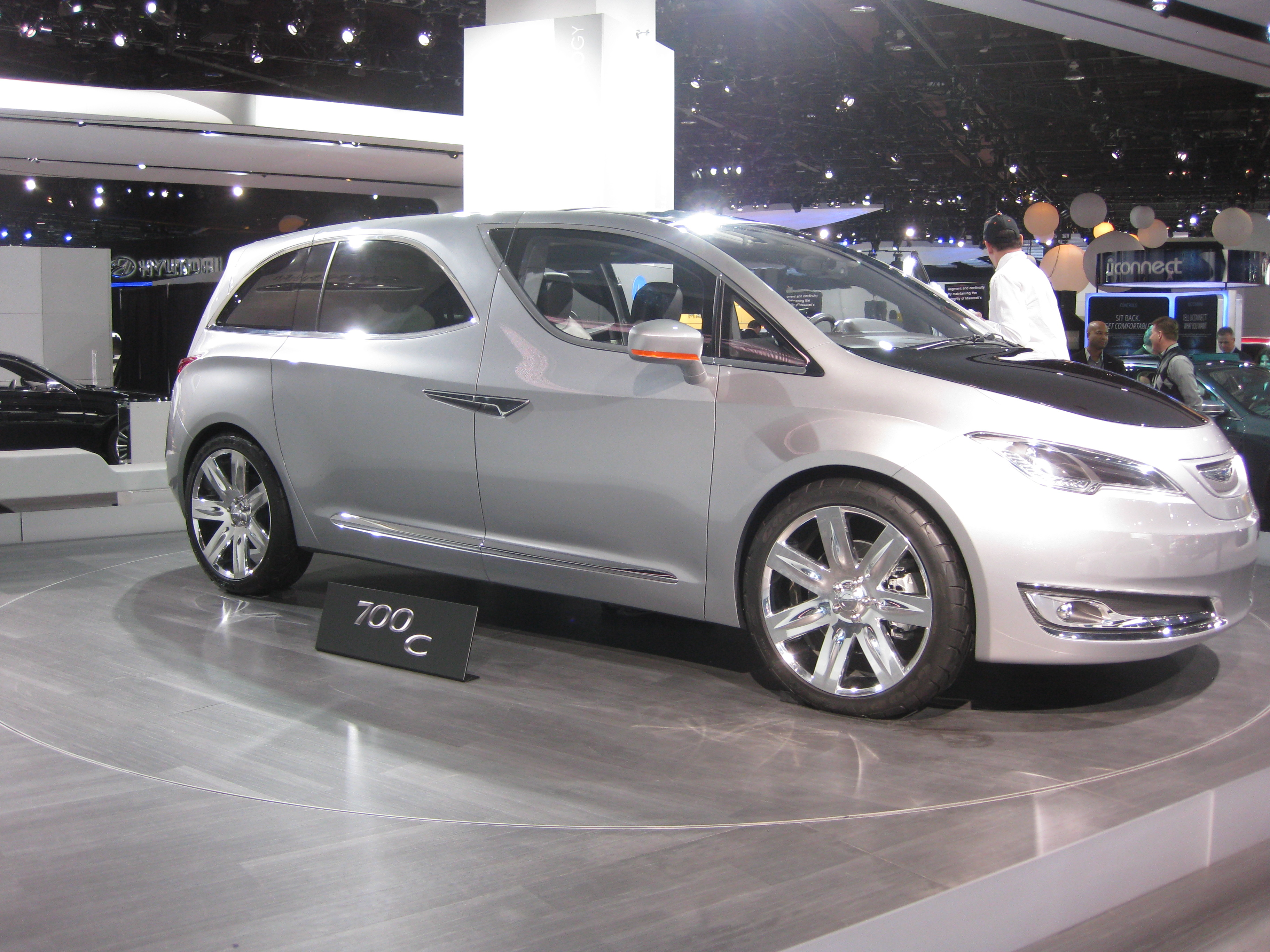
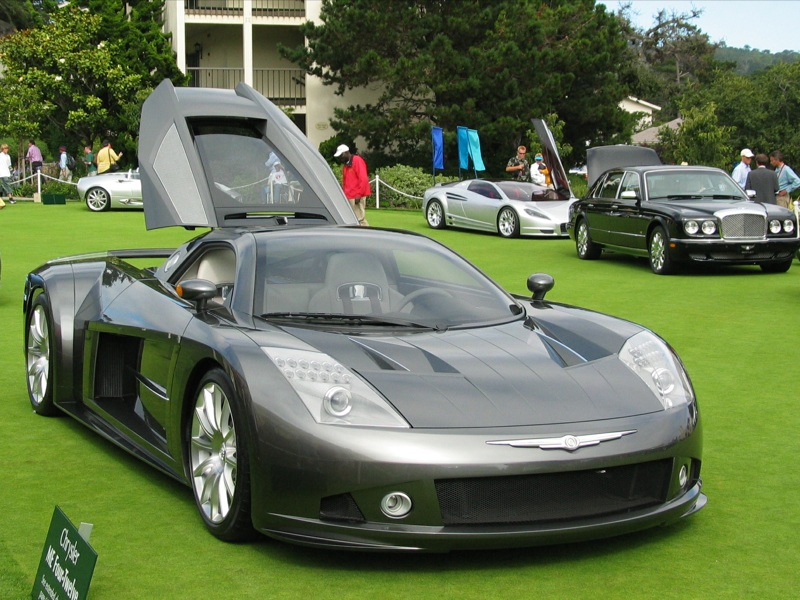
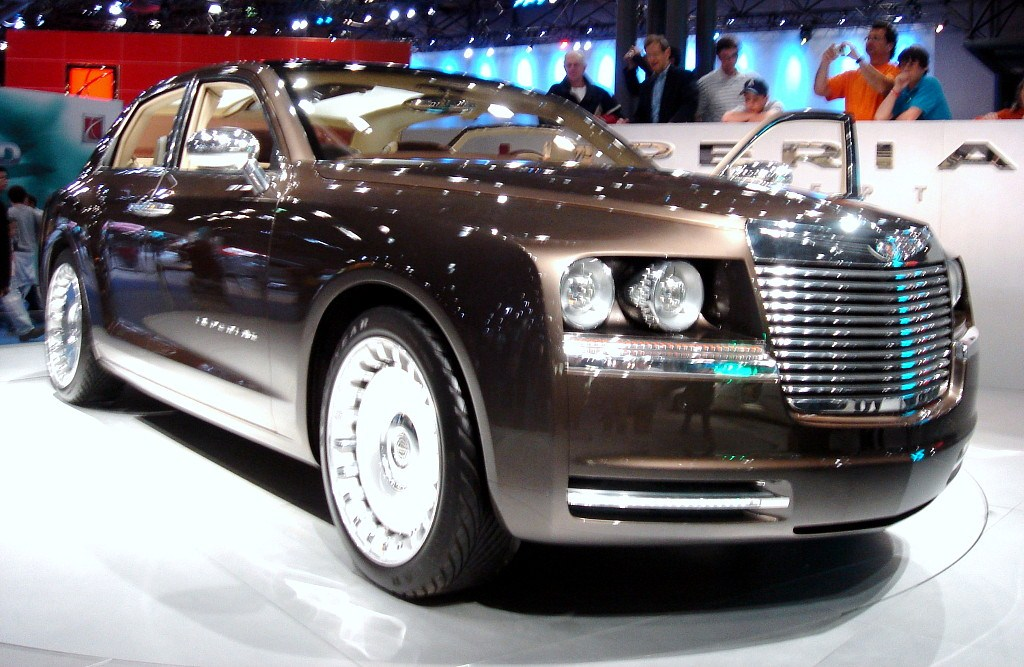
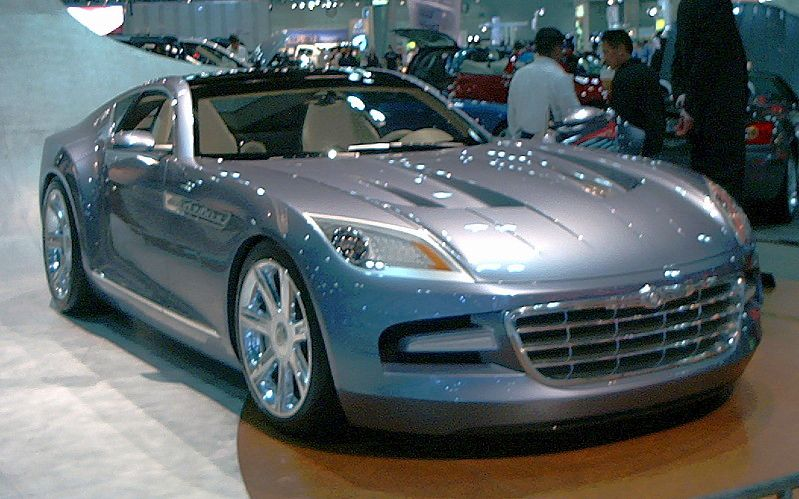
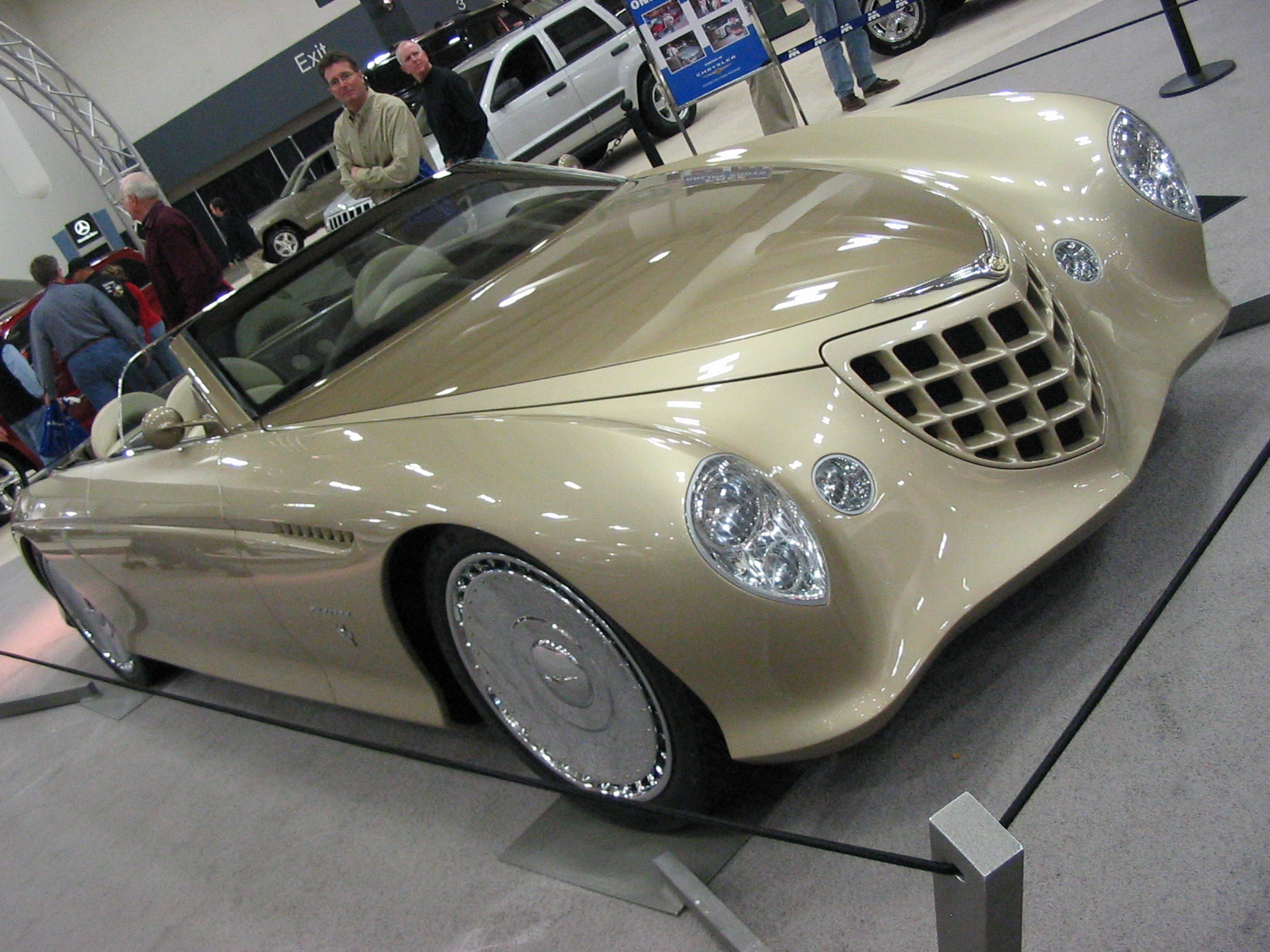
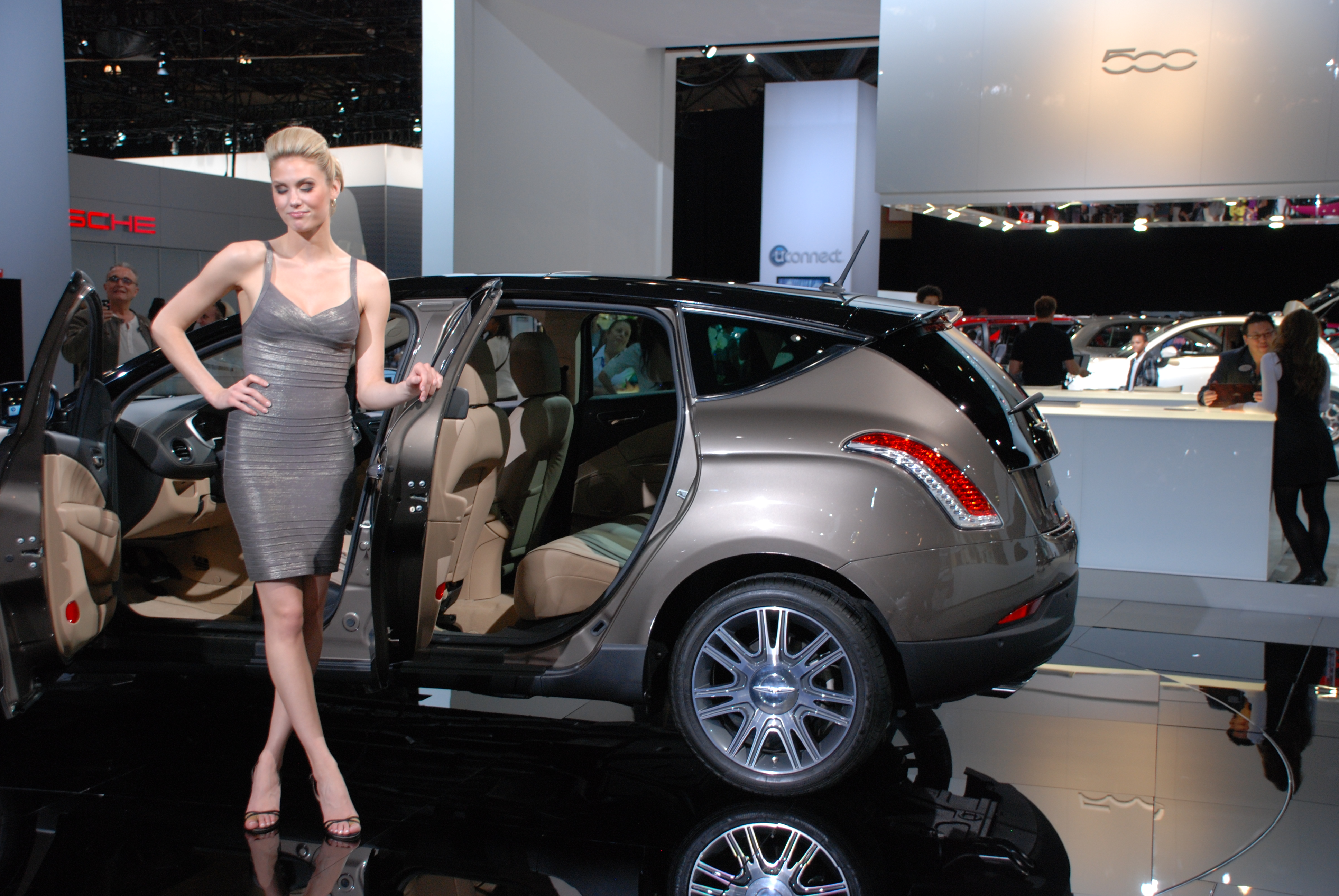
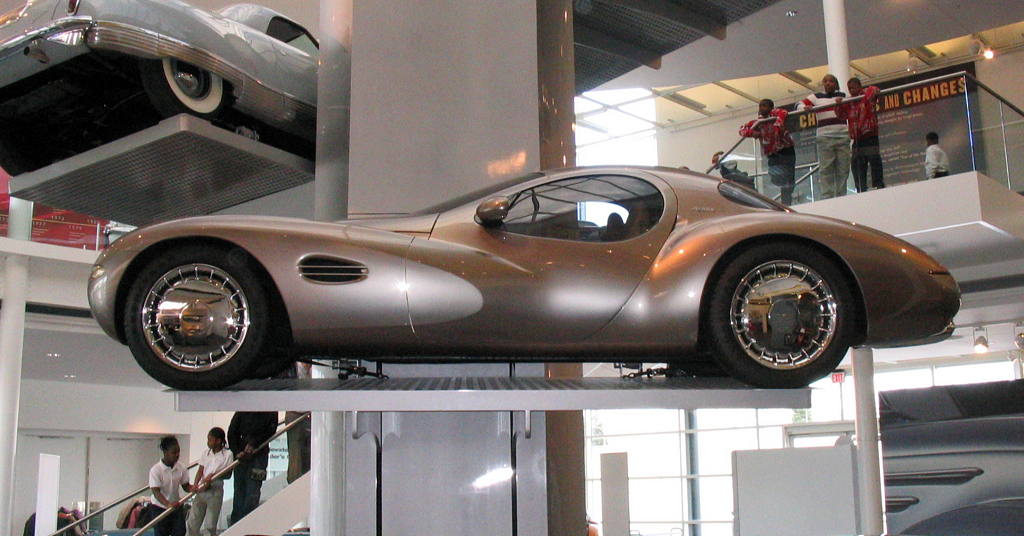
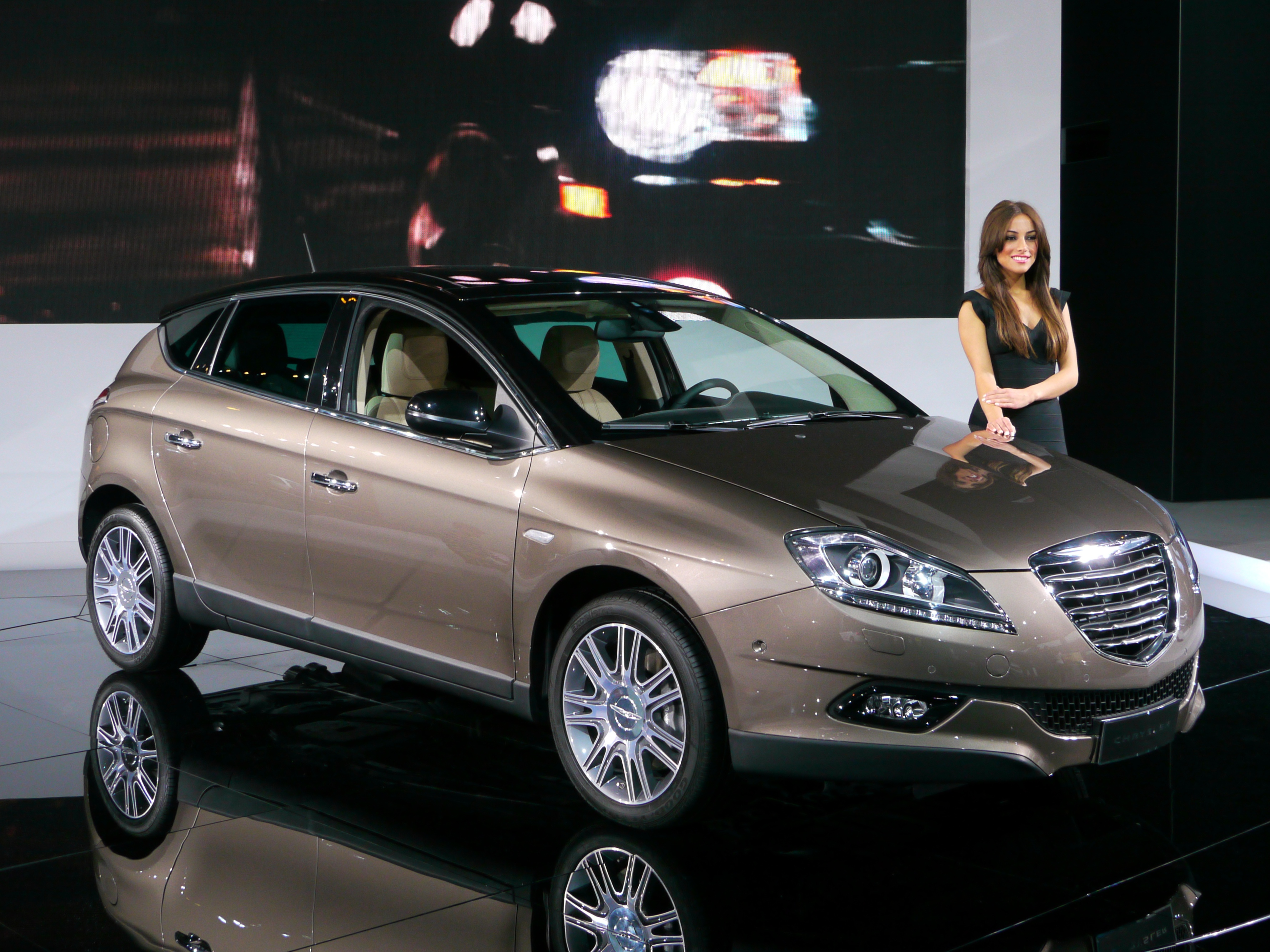
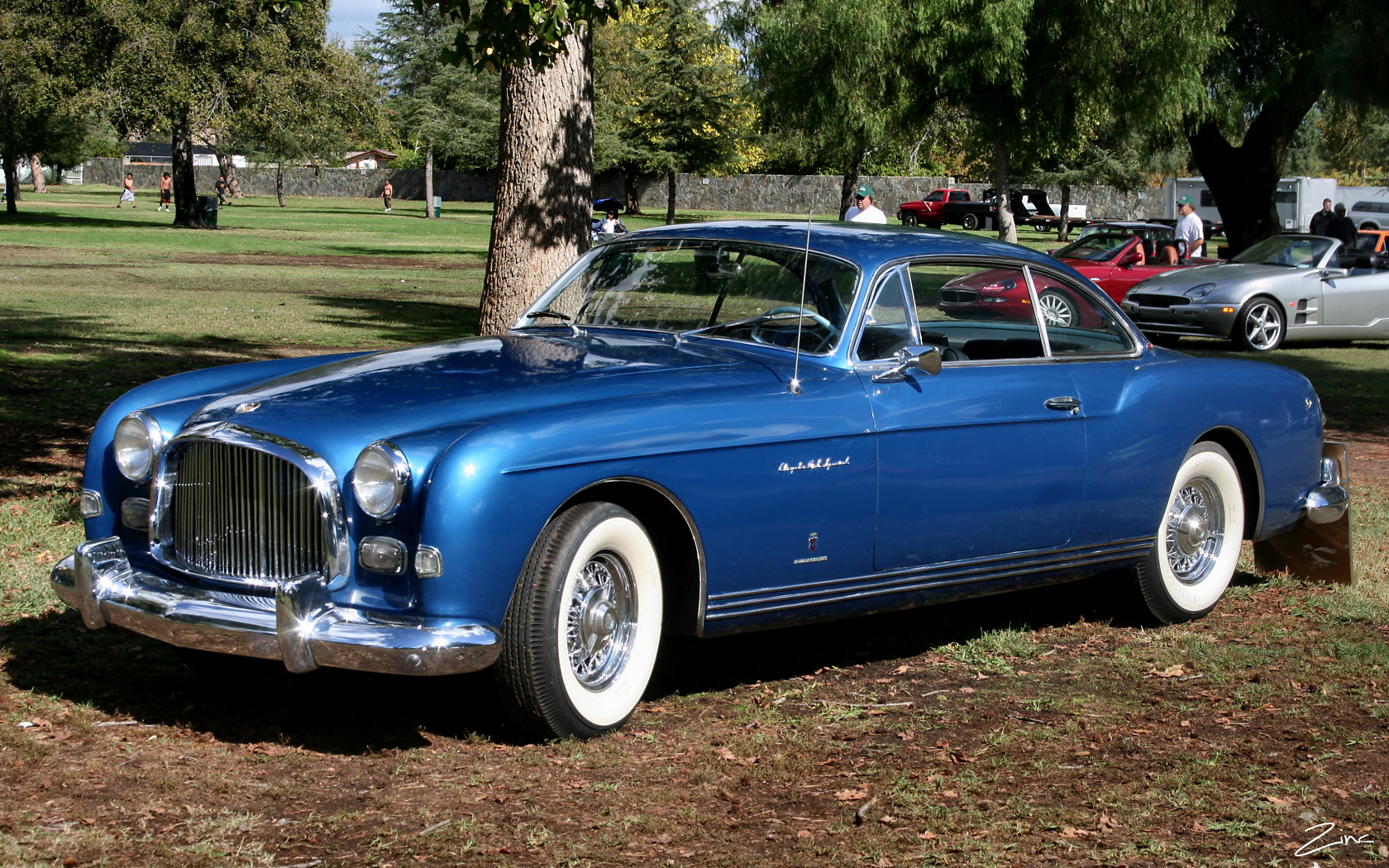